# Liste des créatures du monde des sorciers de J. K. Rowling
Pour un article plus général, voir monde des sorciers de J. K. Rowling.
Les « créatures » ainsi listées sont celle inventées ou reprises de l'univers étendu de la saga Harry Potter imaginé par J. K. Rowling, c'est-à-dire à la fois sa série originelle, mais aussi son livre Les Animaux fantastiques et le film homonyme.
Une précision en gras est ajoutée sous le nom de la créature lorsque celle-ci est réinterprétée par l'auteure J. K. Rowling ou qu'elle ne figure pas dans les romans originaux.

## Classification fictive
Dans le livre-guide Les Animaux fantastiques, il est précisé que le « Département de contrôle et de régularisation des créatures magiques » du ministère de la magie attribue une classification à tous les animaux, êtres et esprits répertoriés. Il existe cinq catégories :
- X : ennuyeux ;
- XX : inoffensif / possibilité de domestication ;
- XXX : ne pose pas de problème à un sorcier compétent ;
- XXXX : dangereux / exige une connaissance spécifique / maîtrise possible par un sorcier expérimenté ;
- XXXXX : tueur / impossible à dresser ou domestiquer.

## Liste des créatures
Les écrits de J. K. Rowling introduisent ainsi de nombreuses créatures entièrement imaginées par l'auteur, bien que certaines tirent parfois leur origine d'une autre créature mythique modifiée (comme les elfes de maison, issus des elfes). Ils y présentent également de nombreuses créatures reprises.

### A
Abraxan
- Classification : XX (voire XXXX pour une catégorie de chevaux ailés).
- Habitat d'origine : monde entier.
- Première apparition : Harry Potter et la Coupe de feu.

Cités pour la première fois par Hagrid dans le quatrième roman Harry Potter, ils sont décrits comme des chevaux ailés de très grande taille. Selon les dires de Mme Maxime, ils ne se nourrissent que de whisky « pur malt ». Ils servent d'attelage au carrosse de la délégation de Beauxbâtons. Hagrid laisse supposer qu'ils peuvent être montés, pour l'avoir fait lui-même. Les Abraxans ont des ailes et une robe palomino.
Newt Scamander / Norbert Dragonneau (par l'intermédiaire de J. K. Rowling) les décrit dans son livre Les Animaux fantastiques comme une sous-espèce des chevaux volants : un Abraxan serait selon cet ouvrage « un palomino géant d'une force prodigieuse ». Il existe d'autres espèces de chevaux ailés : l'Ethonan brun, le Gronian gris et le Sombral (Thestral en anglais) noir, souvent invisible et très rare.
 Acromantule
- Classification : XXXXX.

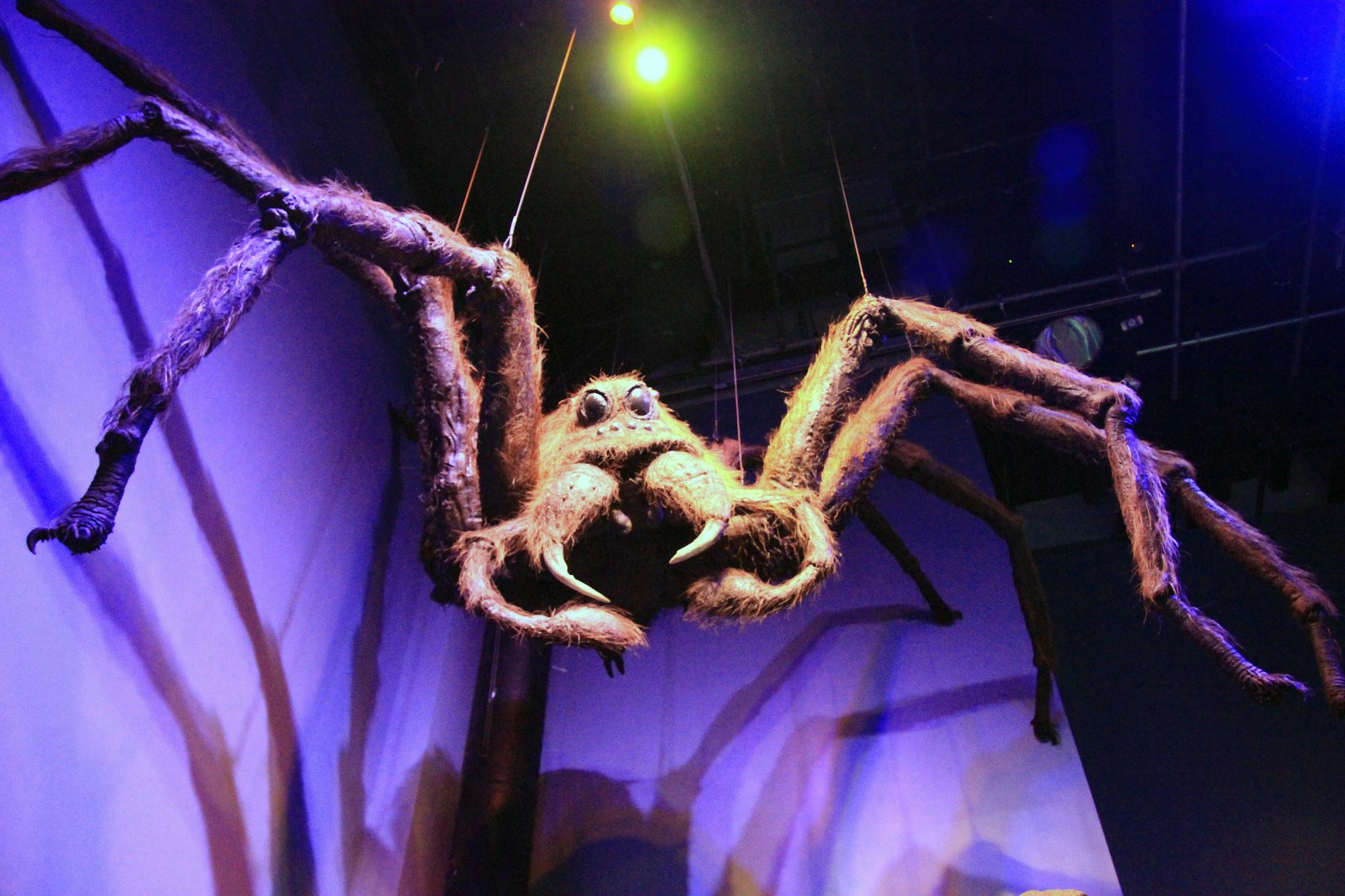
Aragog de l'exposition The Making of Harry Potter.

- Habitat d'origine : jungle de Bornéo.
- Première apparition : Harry Potter et la Chambre des secrets.

Une acromantule (ou acromantula) est une monstrueuse et gigantesque araignée hérissée de poils. Sa paire de pinces aiguisées et son venin en font une créature très dangereuse. Elle possède une intelligence quasi humaine et la faculté de parler. Les acromantules vivent groupées dans un antre tissé de toile. Cependant, comme la totalité des araignées, elles craignent terriblement les basilics.
La plus connue est Aragog, qui fut élevée par Rubeus Hagrid durant sa scolarité, avant d'être relâchée dans le parc de l'école de Poudlard. Harry et Ron auront l'occasion de la rencontrer dans le tome 2. Aragog vit ensuite dans la forêt interdite avec sa compagne Mosag et leurs multiples enfants. Aragog meurt dans le tome 6.
Harry recroisera également une acromantule, dans le labyrinthe de la troisième épreuve du Tournoi des Trois Sorciers, dans le tome 4.
Augurey
Créature absente des romans Harry Potter.
- Classification : XX.
- Habitat d'origine : Grande-Bretagne et Irlande.
- Première apparition : Vie et habitat des animaux fantastiques.

D'après le guide Les Animaux fantastiques, l'Augurey (ou phénix irlandais) est de couleur vert très foncé, presque noir. Il ressemble à un petit vautour sous-alimenté. Il se nourrit de fées et de gros insectes. Il ne vole que sous la pluie et passe une grande partie de son temps caché dans un nid en forme de larme. Il est considéré comme un présage de mort.
L'Augurey est également mentionné dans le film Les Animaux fantastiques et dans la pièce de théâtre Harry Potter et l'Enfant maudit.

### B
Basilic
Créature reprise à la mythologie grecque.
- Classification : XXXXX.
- Habitat d'origine : non précisé.
- Première apparition : Harry Potter et la Chambre des secrets

Le basilic (en anglais : basilisk) est inspiré de la créature mythologique du même nom. C'est un reptile gigantesque d'au moins six mètres de long (pouvant en atteindre quinze) et de l'épaisseur d'un gros tronc de chêne. Il peut vivre plusieurs centaines d'années (près de neuf cents ans) et naît d'un œuf de poulet couvé par un crapaud. Ses écailles sont vertes et brillantes et il possède de grands yeux jaunes. Pour tuer ses victimes, la créature a recours à ses crochets venimeux ou à ses yeux meurtriers qui tuent quiconque croise directement son regard (le voir à travers un filtre ou son reflet mène à la pétrification de la victime). Il est également un ennemi mortel des araignées mais redoute le chant du coq qui lui est fatal. Il possède les mêmes caractéristiques que les serpents (il mue à intervalles réguliers) et se nourrit de vertébrés.
Harry Potter aura l'occasion de croiser un basilic dans le tome 2. La créature est en effet l'arme que Salazar Serpentard laisse à son héritier dans la Chambre des secrets de Poudlard. Elle sera vaincue par Harry, grâce à l'aide de Fumseck le phénix, qui lui crèvera les yeux, et à l'épée de Godric Gryffondor.
Le venin de basilic est l'une des rares substances capables de détruire un horcruxe, ce qui permettra la destruction de l'un d'eux par Ron et Hermione dans le dernier tome mais également la destruction d'un autre horcruxe par Harry Potter dès le tome 2, à savoir le journal intime de Tom Jedusor, bien qu'à ce moment précis il ignore ces deux informations.
Dans le livre Vie et habitat des animaux fantastiques, J. K. Rowling a attribué la création du premier basilic de son univers à un sorcier grec du nom de Herpo l'Infâme, l'un des premiers Fourchelang (Herpein signifiant « ramper » en grec). Depuis le Moyen Âge, il est interdit aux sorciers de créer et d'élever un basilic, et peu d'entre eux se risquent à enfreindre cet interdit, à cause de la difficulté de contrôler le monstre, ce qui nécessite d'être Fourchelang.
Bicorne
Créature reprise au folklore français.
- Classification : inconnue.
- Habitat d'origine : non précisé.
- Première mention : Harry Potter et la Chambre des secrets

Le bicorne (également appelé bigorne en France) est une créature mi-homme, mi-animal, pouvant avoir une apparence différente selon les versions. Il peut s'agir d'un tigre, d'une vache, ou encore d'une panthère, mais régulièrement représentés avec une tête d’homme à cornes. Ses cornes, réduites en poudre, entrent dans la composition du polynectar préparé par Hermione.
Billywig
- Classification : XXX.
- Habitat d'origine : Australie.
- Première apparition : Vie et habitat des animaux fantastiques.

D'après les informations tirées du guide Les Animaux fantastiques, le billywig est un insecte dont l'extrémité inférieure est pourvue d'un dard long et fin. Il mesure un peu plus d'un centimètre de long et est d'une couleur bleu saphir étincelante. La vitesse à laquelle il vole le rend la plupart du temps invisible aux yeux des moldus comme des sorciers. Ses ailes sont accrochées au sommet de sa tête et leur vitesse fait tourner la créature sur elle-même lorsqu'elle vole.
La victime d'une piqûre de Billywig souffre de tournis puis d'un état de lévitation. Cependant, si une personne se fait piquer trop souvent, elle peut flotter dans les airs pendant plusieurs jours de suite sans pouvoir redescendre et cet état de lévitation peut être permanent dans le cas d'une réaction allergique violente.
Les dards séchés de Billywig entrent dans la composition de plusieurs potions et feraient partie des ingrédients de la recette des Fizwizbiz. Les ailes de Billywig sont mentionnées par Xenophilius Lovegood dans Harry Potter et les Reliques de la Mort, en tant que composantes du diadème de Serdaigle qu'il tente de reproduire. Ces ailes permettraient, selon lui, d'« élever l'esprit ».
Dans le film Les Animaux Fantastiques, Norbert Dragonneau héberge dans sa valise magique plusieurs billywigs, dont certains s'échapperont dans la ville de New York.
Botruc
- Classification : XX.
- Habitat d'origine : ouest de l'Angleterre, sud de l'Allemagne et forêts scandinaves.
- Première apparition : Harry Potter et le Prisonnier d'Azkaban

D'après les informations tirées du guide Les Animaux fantastiques, le botruc (en anglais bowtruckle) est une petite créature d'une vingtaine de centimètres de hauteur maximum, avec des yeux marron et deux longs doigts pointus à chaque main et possédant une apparence semblable à un mélange d'écorces et de brindilles (ce qui l'aide à se camoufler dans son environnement naturel). Il se nourrit principalement d'insectes et de cloportes. Il a une tête plate avec des yeux semblables à des scarabées brillants.
Le botruc est le gardien de l'arbre dans lequel il vit et sa présence assure un bois de qualité pour la fabrication des baguettes magiques. Habituellement paisible, le botruc peut attaquer un humain s'il est menacé, ce qui comprend aussi bien les agressions faites à son arbre qu'à lui-même.
Les Botrucs sont étudiés en cinquième année à Poudlard, lors des cours de soins aux créatures magiques de Wilhelmina Gobe-Planche. Au premier cours, les élèves doivent faire un dessin de la créature en indiquant très précisément toutes les parties du corps.
Dans le film Les Animaux Fantastiques, Norbert Dragonneau héberge dans sa valise magique plusieurs botrucs dont l'un, Pickett, lui est particulièrement attaché et le sauve d'une condamnation à mort en le libérant de ses liens. Gnarlak, un gobelin qui trempe dans des affaires louches, cherche à se procurer Pickett en raison de sa capacité à crocheter les serrures.
Boursouf
- Classification : XX.
- Habitat d'origine : monde entier.
- Première apparition : Vie et habitat des animaux fantastiques (2001).

Les boursoufs (en anglais puffskein) ont l'apparence de minuscules balles de fourrure couleur crème et à la langue extensible, qui émettent un bourdonnement grave. Ces créatures font souvent de bons compagnons, surtout pour les enfants sorciers. Les boursouflets (en anglais Pygmy Puff) en sont dérivés, seule la couleur devient plus vive.
Ginny Weasley possède un boursouflet violet (nommé Arnold) à partir de sa cinquième année et Ron Weasley possédait un boursouf durant son enfance. Les boursoufs et boursouflets sont vendus à la ménagerie magique, ainsi que chez Weasley & Weasley au chemin de Traverse (où Ginny se procure le sien).

### C
Calmar géant
Créature reprise à la mythologie nordique.
- Classification : inconnue.
- Habitat d'origine : non précisé.

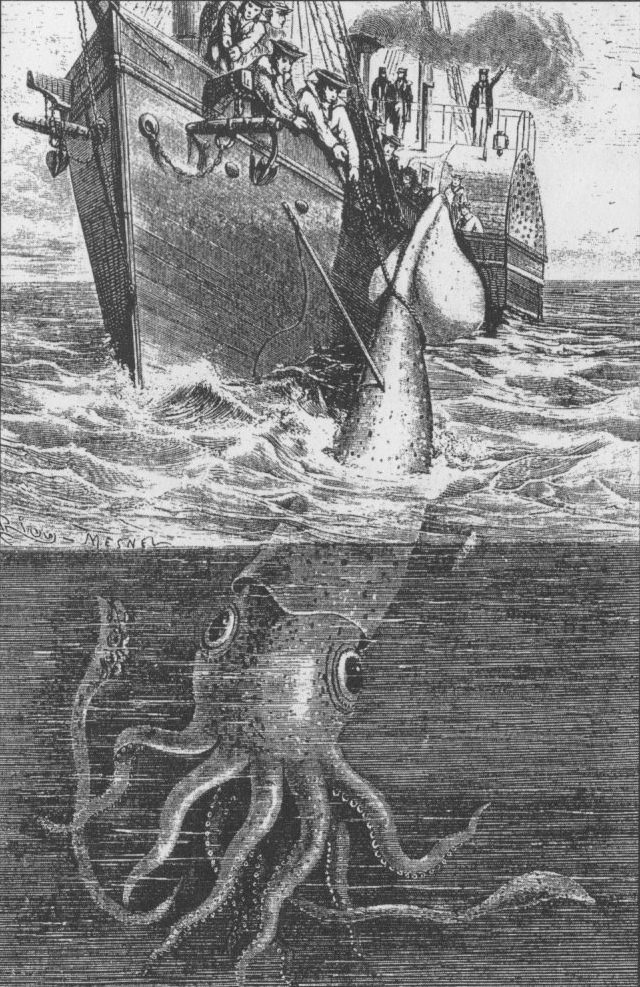
Gravure de 1861 représentant la capture d'un calmar géant.

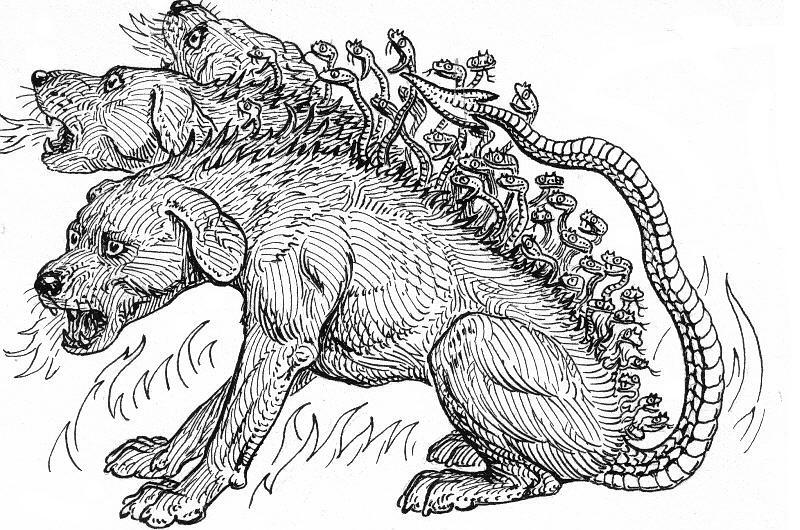
Représentation d'un cerbère.

- Première apparition : Harry Potter à l'école des sorciers.

Un calmar géant vit dans le lac du château de Poudlard, semblant amical et inoffensif envers les élèves qui s'amusent quelquefois à chatouiller ses tentacules. Le jeune frère de Colin Crivey, Denis, a été vraisemblablement rattrapé par le calmar et remis dans sa barque alors qu'il en était tombé, au moment de la traversée traditionnelle du lac par les nouveaux élèves de première année. Il est joueur et semble apprécier les toasts que jettent les élèves dans l'eau. Harry ne le croise pas en plongeant dans le lac lors de la deuxième épreuve du Tournoi des Trois Sorciers.
Centaure
Créature reprise à la mythologie grecque.
- Classification : XXXX.
- Habitat d'origine : forêts d'Europe, Grèce.
- Première apparition : Harry Potter à l'école des sorciers (Firenze).

Les centaures sont des créatures possédant un corps de cheval dont la tête et le cou sont remplacés par un buste humain. Les centaures vivent en groupe et sont très intelligents. Ils sont considérés par le ministère de la Magie, et à leur demande, comme des créatures et non comme des êtres.
Un troupeau de centaures (environ cinquante), que Harry et ses amis auront plusieurs fois l'occasion de rencontrer, habite dans la Forêt Interdite de Poudlard. Le groupe est composé notamment de Ronan, Bane, Magorian et Firenze. Ils sont quelquefois armés d'arcs et de flèches, et se passionnent pour la lecture de l'avenir dans les astres, mais n'interviennent jamais dans le cours des événements. Dans le tome 1, le centaure Firenze fait une exception en sauvant Harry de la créature se nourrissant de sang de licorne. Cette action sera d'ailleurs très mal perçue par le reste de la horde.
Firenze est banni du troupeau en devenant professeur de divination à la place du professeur Trelawney dans le tome 5. Il enseigne aux élèves selon ses propres termes la « sagesse impartiale qui ne s'occupe pas des questions individuelles ».
Les centaures sont très fiers de leur espèce et de leurs secrets. La horde s'emporte facilement en présence des sorciers lorsque le ministère britannique décide de réduire leurs territoires. Lorsque Dolores Ombrage, Harry et Hermione se rendent dans la forêt en cinquième année, ils font face à une cinquantaine de centaures en colère. Le professeur attaque Magorian avant d'être emportée par Bane dans les profondeurs de la forêt. Harry et Hermione sont tenus prisonniers un temps avant d'être sauvés par l’arrivée soudaine de Graup qui fait fuir le troupeau. Les centaures se battent néanmoins aux côtés de l'Ordre du Phénix durant la bataille de Poudlard.
Chaporouge
Créature reprise au folklore britannique.
- Classification : XXX.
- Habitat d'origine : Europe du Nord.
- Première apparition : Harry Potter et le Prisonnier d'Azkaban.

Le Chaporouge est une petite créature semblable à un nain ou à un gobelin, vivant dans les trous proches d'endroits où le sang a déjà coulé. Il essaie de tuer les Moldus égarés avec un gourdin.
Chartier
Créature absente des romans Harry Potter.
- Classification : XXX.
- Habitat d'origine : Grande-Bretagne, Irlande et Amérique du Nord.
- Première apparition : Vie et habitat des animaux fantastiques.

Le Chartier (en anglais : Jarvey) ressemble à un grand furet, doué de parole. Une véritable conversation reste cependant difficile, puisque son vocabulaire est assez limité et souvent grossier. Les Chartiers vivent la plupart du temps sous terre où ils chassent les gnomes. Ils se nourrissent de taupes, de rats et de campagnols.
Leta Lestrange, durant sa scolarité à Poudlard, aurait provoqué un incident avec un Chartier, mettant en danger la vie d'un autre élève.
Chien à trois têtes
Créature reprise à la mythologie grecque.
- Classification : inconnue.
- Habitat d'origine : Grèce.
- Première apparition : Harry Potter à l'école des sorciers.

Le chien à trois têtes (ou cerbère) est un gigantesque animal, qui, dans la mythologie grecque, garde la porte des Enfers en empêchant les défunts d'en sortir,.
Hagrid a possédé un chien à trois têtes qu'il avait appelé Touffu (en anglais Fluffy), et qui a été utilisé pour garder la pierre philosophale dans le tome 1. Le seul moyen de passer devant lui était de lui jouer de la musique pour l'endormir (Quirrell a ainsi utilisé un instrument « ressemblant à une harpe » et Harry une flûte. De la même manière, dans les légendes grecques, Orphée passe sans risque devant le Cerbère en lui jouant de la lyre.
Selon l'auteur, Touffu serait parti vivre un temps dans la forêt interdite, avant d'être « rapatrié » en Grèce.
Le terme "cerbère" (ou Chien des Enfers) n'apparaît pas dans les livres. La créature est nommée simplement Touffu ou « le chien à trois têtes ».
Crabe de feu
- Classification : XXX.
- Habitat d'origine : Îles Fidji.
- Première apparition : Harry Potter et le Prisonnier d'Azkaban (non nommé mais description correspondante)

Le crabe de feu (en anglais fire crab) ressemble à une tortue dont la carapace serait incrustée de pierres précieuses. C'est une créature très recherchée, en danger constant étant donné que certains sorciers la chassent pour la fabrication de chaudrons grâce aux vertus de sa carapace. Il sait néanmoins se défendre en projetant des flammes par la partie postérieure de son corps. Les sorciers peuvent se procurer des crabes de feu à la ménagerie magique du chemin de Traverse.
Rubeus Hagrid croise une espèce de cette créature avec une manticore pour donner naissance à ce qu'il appelle un Scroutt à pétard.
En épreuve de BUSE de soins aux créatures magiques, les élèves doivent nourrir et nettoyer un crabe de feu sans subir de blessures graves.
Crapaud et grenouille
Créatures reprises.
- Classification : inconnue.
- Habitat d'origine : non précisé.
- Première apparition : Harry Potter à l'école des sorciers

Les crapauds dans Harry Potter peuvent être utilisés comme animaux de compagnie, mais sont considérés comme démodés. Néanmoins, à en croire l'histoire de Mondingus Fletcher lors de la première nuit de Harry au square Grimmaurd, les crapauds ont assez de valeur pour qu'on se risque à les voler.
Neville possède un crapaud aux tendances fugueuses nommé Trevor, cadeau d'un de ses oncles et Ron possède une grenouille dans un aquarium chez lui.
Croup
- Classification : XXX.
- Habitat d'origine : sud-est de l'Angleterre.
- Première apparition : Vie et habitat des animaux fantastiques (2001).

Le croup (en anglais : crup) ressemble à un fox-terrier pourvu d'une queue fourchue. Il manifeste une grande fidélité aux sorciers mais se montre très agressif envers les Moldus. La créature se nourrit de tout ce qu'elle peut trouver, y compris du caoutchouc.
Le croup est étudié lors d'un cours de soins aux créatures magiques de Rubeus Hagrid en cinquième année.
Pour adopter un Croup, le sorcier doit passer un examen au Département de contrôle et de régulation des créatures magiques prouvant qu'il est capable de contrôler la créature dans une zone habitée par des Moldus.

### D
Demiguise
- Classification : XXXX.
- Habitat d'origine : Extrême-Orient.
- Première apparition : Vie et habitat des animaux fantastiques (2001).

Créature apparaissant dans le film Les Animaux fantastiques et mentionnée dans Harry Potter et les Reliques de la Mort.
La demiguise est une créature pouvant se rendre invisible lorsqu'elle se sent menacée. Elle ressemble à un singe gracieux avec de grands yeux noirs mélancoliques. Elle est couverte d'une longue fourrure argentée et soyeuse. Ses poils, une fois tissés, sont utilisés pour fabriquer les capes d'invisibilité.
Dans le film Les Animaux fantastiques, Norbert Dragonneau possède une demiguise nommée Dougal.
Démonzémerveille
Créature absente des romans Harry Potter.
- Classification : inconnue.
- Habitat d'origine : Afrique.
- Première apparition : Les Animaux fantastiques (film, 2016).

Le démonzémerveille (en anglais : Swoopingevil) est une étrange créature pouvant se présenter sous deux formes en particulier. Sous la première forme, il apparaît comme un cocon épineux possédant une sorte de filament permettant à une personne de la porter au bout de son doigt. Il peut alors être projeté et prendre sa deuxième forme, semblable à un gigantesque reptile en forme de papillon, aux ailes squelettiques. Le magizoologiste Norbert Dragonneau a découvert que son venin contenait un puissant sortilège d'amnésie qui sera utilisé pour « oublietter » la ville de New York dans le film Les Animaux fantastiques. Il semble avoir une appétence particulière pour le cerveau des humains.
Détraqueur
- Classification : inconnue.
- Habitat d'origine : Prison d'Azkaban.

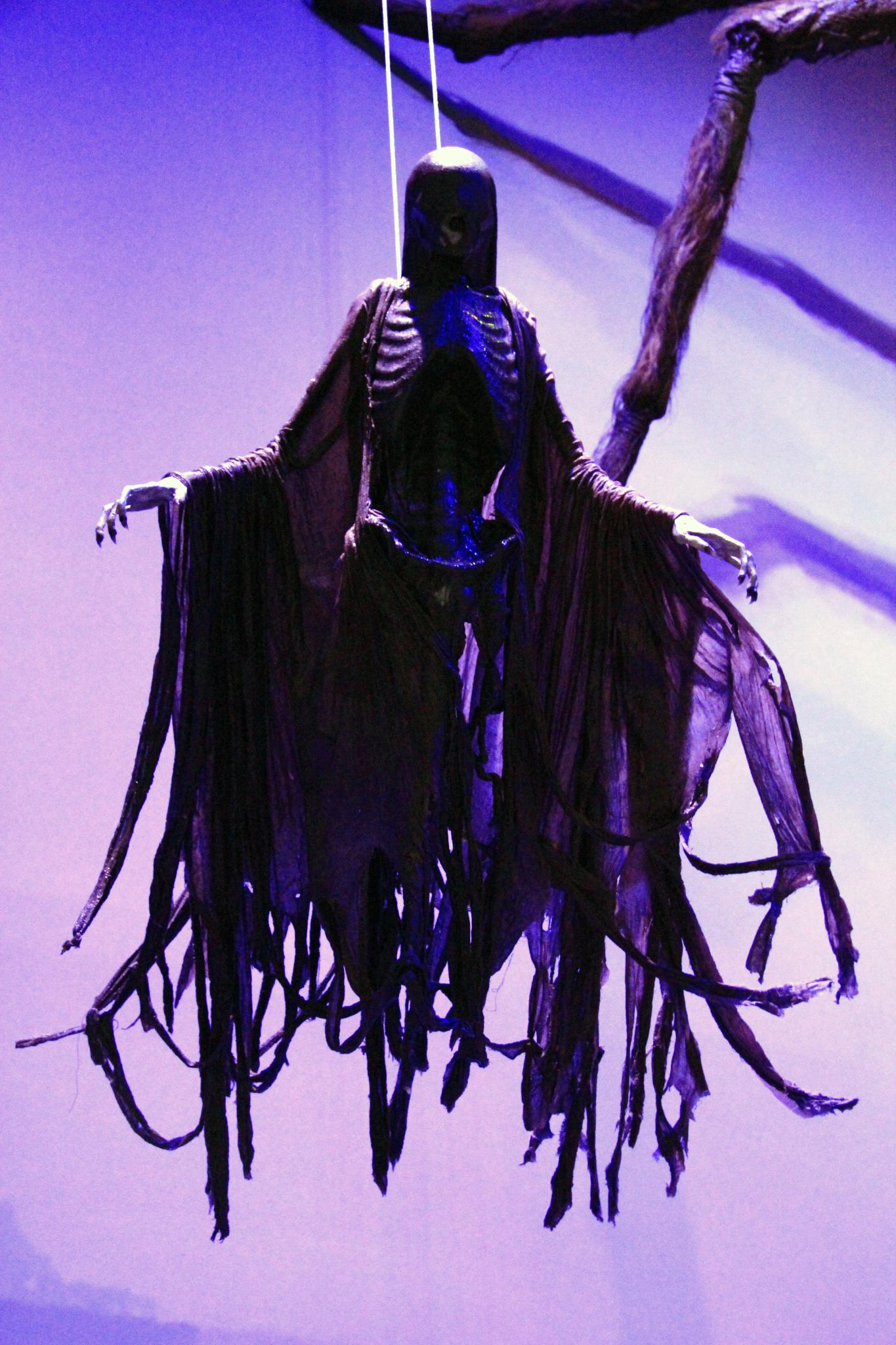
Détraqueur.

- Première apparition : Harry Potter et le Prisonnier d'Azkaban.

Les Détraqueurs (en anglais : Dementors) sont considérés comme des créatures parmi les plus répugnantes.  Ils sont enveloppés dans de grandes robes noires qui les masquent entièrement à l'exception de leurs mains, qui ont l'air de chair morte et moisie. Pour avancer, les Détraqueurs glissent sur le sol. Ils sont dépourvus d'âme, c'est pourquoi ils se nourrissent de celles de leurs victimes, de leurs joies et de leurs souvenirs heureux, ne laissant que des souvenirs malheureux. Seuls les sorciers peuvent les voir. Les moldus peuvent seulement sentir les effets de leur présence. Il semblerait que les cracmols soient également capables de les voir, même si ce point n'est pas éclairci.
Initialement, le ministère de la Magie emploie les Détraqueurs pour assurer la garde d'Azkaban, la prison des sorciers. À l'origine, les créatures avaient envahi les lieux à la mort du premier résident de la forteresse, un mage noir du nom d'Ekrizdis, qui l'utilisait alors comme demeure. Dans un souci d'économie de temps et d'argent, ils ont été conservés comme gardiens après la transformation de l'île en prison en 1718. Les êtres qui subissent la présence des Détraqueurs ne gardent plus à l'esprit que leurs plus terribles souvenirs et peuvent en devenir fous. Leur proximité constitue donc à la fois une punition et un moyen de prévenir les évasions. Sirius Black réussit néanmoins à s'échapper d'Azkaban en se transformant en chien pour se glisser entre les barreaux de sa prison. Le fait de se savoir innocent, sans être un sentiment heureux, lui a permis de résister aux Détraqueurs.
En général, les Détraqueurs ne s'attaquent qu'aux criminels ou s'ils en ont reçu l'ordre, mais Harry, fragilisé par la mort de ses parents, devient une cible particulièrement attractive pour ces créatures. Il est impossible pour un sorcier de détruire un Détraqueur, mais il peut contrôler leur nombre si les conditions leur permettant de se reproduire sont amoindries, à savoir le désespoir et la déchéance. La seule manière de neutraliser un Détraqueur est de créer un patronus, un sort protecteur particulièrement difficile à réaliser qui concentre les émotions positives sous la forme d'un animal éthéré.
Ces créatures sont mentionnées pour la première fois dans le tome 2 par Lucius Malefoy au moment de l'arrestation de Hagrid à la suite des événements de la Chambre des secrets. Lucius Malefoy les décrit alors comme « les gardiens d'Azkaban ». Dans le tome 3, où ils apparaissent pour la première fois, le lecteur apprend qu'ils sont à la recherche de Sirius Black, qui s'est évadé d'Azkaban. Les créatures restent donc aux abords de Poudlard, étant donné que Sirius est censé rechercher Harry Potter pour le tuer. Ils fouillent le Poudlard Express puis, lors d'un match de quidditch, attaquent Harry sur son balai. Lorsque Harry vient en aide à Sirius à la fin du roman, les Détraqueurs les attaquent près du lac, mais sont arrêtés grâce au patronus de Harry. Dans le tome 4, lors de l'arrestation de Bartemius Croupton Junior, le ministre de la Magie pénètre dans le bureau où il est enfermé en compagnie d'un Détraqueur afin de se protéger. Dès qu'il entre, le Détraqueur vole immédiatement sur Croupton et lui donne un baiser, le privant de son âme. Dans le tome 5, deux Détraqueurs attaquent Harry et son cousin Dudley. Dans le tome 6, ils ont tous abandonné Azkaban pour se ranger sous les ordres de Voldemort. Ils agressent Moldus et sorciers sans aucun discernement. Dans le tome 7, les Détraqueurs sillonnent librement l'Angleterre, de sorte qu'une brume continue et continuelle, reflet de leur passage, recouvre le pays entier. Le moral des Anglais est également affecté, Moldus comme sorciers. Ils surveillent notamment Pré-au-Lard et Poudlard lors du couvre-feu. Après la bataille de Poudlard et l'élection de Kingsley Shacklebolt au poste de ministre de la Magie, les Détraqueurs ne sont pas réemployés comme gardiens d'Azkaban.
J. K. Rowling a déclaré que l'idée de ces créatures lui était venue alors qu'elle se souvenait d'une époque de sa vie où elle était au chômage et sombrait dans la dépression. Les Détraqueurs seraient une représentation métaphorique de l'état dans lequel elle se trouvait à l'époque.
Dirico
Créature absente des romans Harry Potter.
- Classification : XX.
- Habitat d'origine : Île Maurice.
- Première apparition : Vie et habitat des animaux fantastiques.

Le dirico (en anglais : diricawl) est un oiseau incapable de voler. Tout comme le phénix, il peut disparaître et réapparaître à un autre endroit pour mieux échapper au danger. Chez les moldus, le dirico est plus connu sous le nom de dodo.
Dans le film Les Animaux fantastiques, Norbert Dragonneau possède une femelle dirico et sa portée de poussins.
Doxy
- Classification : XXX.
- Habitat d'origine : Europe du Nord et Amérique du Nord.
- Première apparition : Vie et habitat des animaux fantastiques (2001).

Un doxy est une petite créature recouverte d'une épaisse fourrure noire et ressemblant à une fée.
Cette créature est pourvue de deux rangées de dents pointues et venimeuses et, en cas de morsure, il faut administrer un antidote le plus rapidement possible. Les doxy infestent les maisons et pondent des œufs dans les rideaux.
Molly Weasley, aidée de Harry, Ron, Hermione, Ginny, Fred et George, part à la chasse aux Doxys dans le salon du 12, square Grimmaurd.
Dans le film Les Animaux fantastiques, Norbert Dragonneau héberge plusieurs doxys dans sa valise.
Dragon
Créature reprise à la mythologie.
- Classification : XXXXX.
- Habitat d'origine : varie selon l'espèce (voir ci-dessous).
- Première apparition : Harry Potter à l'école des sorciers (Norbert, un bébé Norvégien à crête)

Les dragons sont des gigantesques créatures reptiliennes capables de voler et de cracher du feu. Ils sont très difficiles à cacher et les ministères de la Magie du monde entier travaillent d'arrache-pied pour maintenir leur existence secrète. L'élevage de dragons est interdit par la Convention des Sorciers depuis 1709 et leurs œufs sont interdits à la vente. Pour les préserver sans révéler leur existence au monde moldu, de nombreuses réserves existent de par le monde.
Les dragons sont des ennemis difficiles pour un sorcier : il faut plusieurs sorts de Stupéfixion pour les terrasser et leur seul point faible sont les yeux. Certains charmes (notamment un charme inconnu utilisé par Fleur Delacour) peuvent les endormir.
Les espèces de dragons mentionnées dans la saga sont au nombre de dix :
1. Boutefeu Chinois (parfois appelé Dragonlion) : il vient d'Extrême-Orient[117]. Ses écailles sont rouges et son museau écrasé est entouré de pointes d’or. Ses yeux sont très protubérants et il pond des œufs cramoisis parsemés d’or. Il se nourrit de cochons et d'humains et crache des flammes en forme de champignons. Victor Krum en affronte un durant la première épreuve du Tournoi des Trois Sorciers.
2. Cornelongue Roumain : il est vraisemblablement originaire de Roumanie et possède des écailles vert foncé et de longues cornes d’or très prisées sur le marché des sorciers pour son utilisation dans certaines potions[118].
3. Dent-de-vipère du Pérou : vraisemblablement originaire du Pérou, c'est le plus petit des dragons (environ cinq mètres) et le plus rapide en vol[112]. Il possède des écailles lisses et cuivrées et de courtes cornes. Ses crochets sont venimeux. Il se nourrit de chèvres et de vaches, mais est également très friand de viande humaine.
4. Magyar à pointes : vraisemblablement originaire de Hongrie, il est le plus dangereux de tous les dragons[117] et possède des écailles noires, des yeux jaunes à pupille verticale, des cornes couleur bronze et des épines partout sur le corps, excepté les ailes et le ventre. Il peut projeter des flammes jusqu’à une distance de quinze mètres et pond des œufs à l’apparence du ciment. Il se nourrit de chèvres, de moutons et d'humains et est capable de pousser un rugissement ressemblant à un hurlement aigu. C'est le dragon que Harry doit affronter durant la première épreuve du Tournoi des Trois Sorciers (Harry Potter et la Coupe de Feu).
5. Noir des Hébrides : originaire de Grande-Bretagne[119], il peut atteindre une longueur de neuf mètres et possède des écailles rugueuses et noires, des yeux violets et une rangée de pointes courtes le long de l’échine. Sa queue se termine par une flèche et il se nourrit de cervidés. Le clan des MacFusty, habitant dans les Hébrides, s’occupe de ces dragons depuis plusieurs siècles.
6. Norvégien à crête : il ressemble au Magyar à pointes mais les pointes sont remplacées par des plaques d’un noir de jais au long de l’échine[112].  Il est le seul dragon capable de se nourrir de créatures aquatiques (il mange aussi toutes sortes de gros mammifères), ses œufs sont noirs et ses crocs sont venimeux. Hagrid a déjà réussi à en obtenir un œuf et à le faire éclore, mais a dû se débarrasser du dragon (appelé « Norbert ») en le cédant à Charlie Weasley, qui étudie les dragons en Roumanie.
7. Opalœil des Antipodes : originaire d'Australie et de Nouvelle-Zélande[120], ce dragon vit dans les vallées plutôt que dans les montagnes. De taille moyenne, il est couvert d’écailles iridescentes et nacrées et ses yeux sans pupille sont étincelants de reflets multicolores. Ses œufs sont d’une couleur grise et les flammes qu'il crache d'un rouge très vif. Il se nourrit de moutons.
8. Pansedefer Ukrainien : c'est le plus grand des dragons et il peut peser plus de six tonnes. Ses écailles sont d’un gris métallique, il possède de longues griffes très meurtrières et des yeux rouge foncé. Dans le film Les Animaux Fantastiques, Norbert Dragonneau dit s'être occupé de Pansedefers ukrainiens sur le front de l'est pendant la Première Guerre mondiale.
9. Suédois à museau court : c'est un dragon bleu argenté qui vit dans les régions montagneuses et inhabitées et crache des flammes d'un bleu éclatant. Ce dragon est la première tâche de Cedric Diggory durant le Tournoi des Trois Sorciers.
10. Vert gallois commun : c'est un dragon vert qui vit dans les hautes montagnes du Pays-de-Galles et se nourrit de moutons. Il crache des flammes en deux jets minces et ses œufs sont bruns, couleur de terre et parsemés de taches verte. Fleur Delacour doit en affronter un durant la première tâche du Tournoi des Trois Sorciers. Il est d'un naturel paisible et n'attaque que si on le provoque délibérement.

De plus, deux espèces de dragons supplémentaires sont mentionnées sur le site officiel de J.K. Rowling, à travers un élément de Pottermania : le Catalonian Fireball (traductions approximatives : Boule de Feu Catalane ou Boutefeu Catalan) et le Portuguese Long-Snout (traduction approximative : Portugais à museau long). On ne sait pas exactement pourquoi ces espèces ne sont pas mentionnées dans Les Animaux Fantastiques, mais on peut supposer que ces espèces sont très rares ou plus probablement éteintes, car elles apparaissent dans le très ancien livre Dragon Breeding for Pleasure and Profit (L'Élevage des dragons pour l'agrément ou le commerce), emprunté par Hagrid en 1992 à la bibliothèque de Poudlard car il contient des informations utiles pour prendre soin de Norbert / Norberta.
Harry, Ron et Hermione ont également l'occasion de croiser un dragon dans la banque Gringotts, dans le tome 7. Ce dragon, évoqué durant la première visite de Harry à la banque dans le tome 1, est entièrement blanc et aveugle, et sa race n'est alors pas spécifiée. Il sert de gardien à certains des coffres les plus anciens, et donc les plus profondément enfouis et les mieux protégés de la banque. Dans le film, Ron précise qu'il s'agit d'un Pansedefer Ukrainien.

### E
Elfe de maison
- Classification : inconnue.
- Habitat d'origine : non précisé.

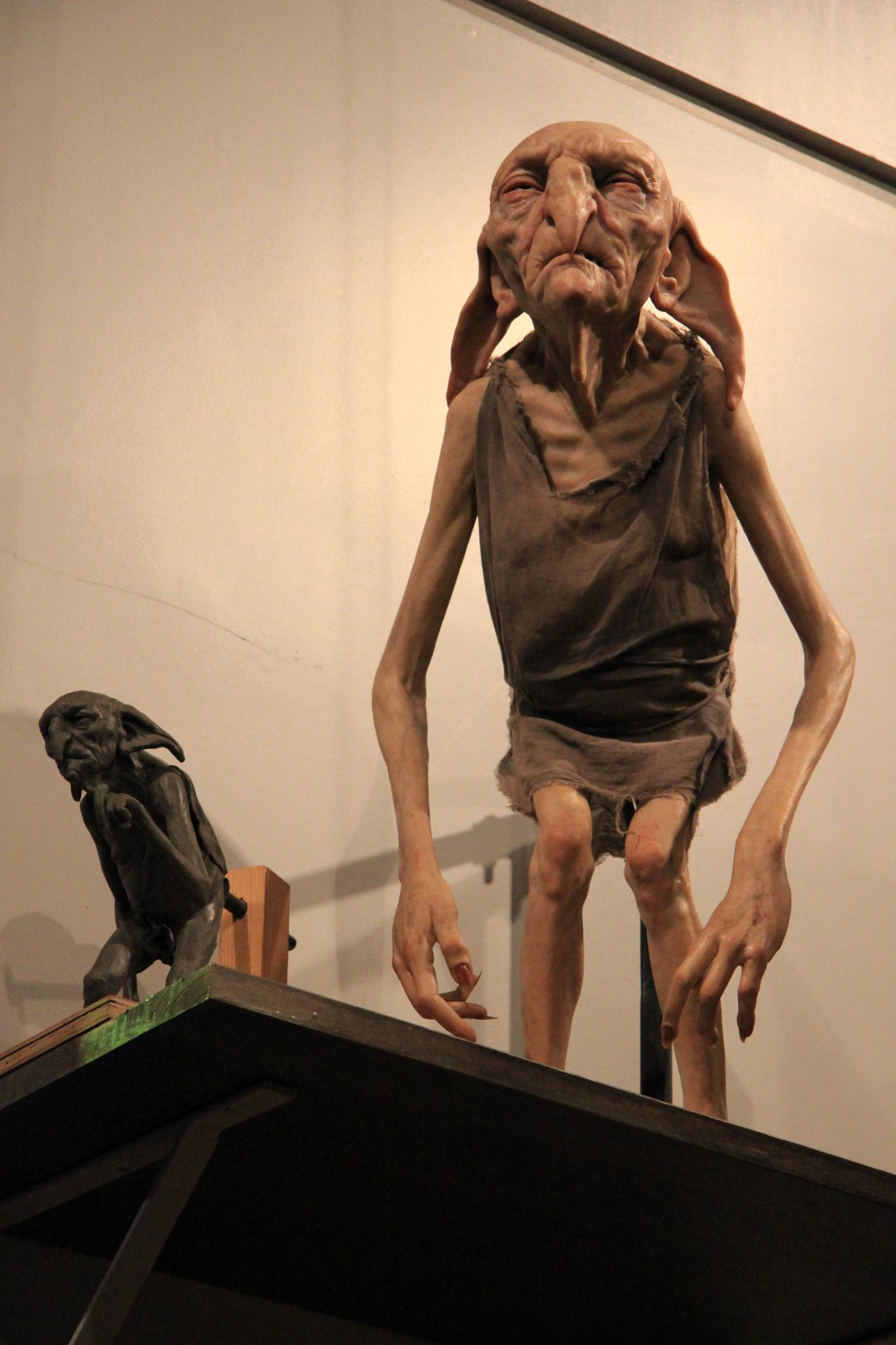
Kreattur.

- Première apparition : Harry Potter et la Chambre des secrets (Dobby)

Les elfes de maison sont des créatures humanoïdes inspirées par les elfes de la mythologie nordique. Ils sont petits, ont la voix aiguë, les jambes très courtes et de grandes oreilles semblables à celles des chauves-souris. Ils ont de grands pouvoirs magiques : ils peuvent transplaner à tous moments et endroits (notamment dans l'enceinte de Poudlard), faire léviter des objets ou jeter des sorts sans incantation ni baguette. Ils n'ont en général pas le droit de faire usage de la magie sans l'autorisation de leur maître, et n'ont pas le droit de transporter une baguette magique.
Leur devoir est de servir et respecter une famille pour toujours, et ne peuvent dire du mal de leur maître sans s'infliger une punition. Pour retrouver leur liberté, ils doivent recevoir un vêtement de leur maître. Les elfes de maison sont en effet liés à vie à leur maître, et il ne vient pas à la plupart l'idée de se rebeller contre cette situation. Et même dans ce cas, il leur est impossible de désobéir sans s'en auto-punir.
Néanmoins, certains elfes de maisons, qui n'aiment pas leurs maîtres, peuvent être particulièrement retors, interprétant ou déformant les ordres qui leur ont été donnés. Par exemple, un elfe peut remplir une baignoire d'eau bouillante parce que son maître lui a demandé un bain. Cette particularité oblige leurs maîtres à être particulièrement prudents dans l'énoncé de leurs ordres.
Il existe un Bureau de remplacement des elfes de maison au Département de contrôle et de régulation des créatures magiques du ministère de la Magie.
Une centaine d'elfes de maison travaillent dans les cuisines de Poudlard, la plupart sans être rémunérés, ce qui incite Hermione Granger à fonder la Société d'Aide à la Libération des Elfes en quatrième année. Les elfes ne quittent presque jamais la cuisine en plein jour et ne sortent la nuit que pour nettoyer un peu et mettre des bûches dans le feu. On voit également plusieurs elfes de maison travailler au MACUSA dans le film Les Animaux Fantastiques, où leurs activités sont notamment le cirage des baguettes magiques.
Épouvantard
- Classification : inconnue.
- Habitat d'origine : non précisé.
- Première apparition : Harry Potter et le Prisonnier d'Azkaban.

Un épouvantard (en anglais : boggart) est une créature qui change d'aspect à volonté en produisant un claquement sonore. L'épouvantard prend toujours la forme qui effraie le plus la personne qui se trouve en face de lui, c'est pourquoi aucun sorcier n'est en mesure de décrire son apparence normale. De plus, il aime les endroits sombres et confinés comme les placards et les armoires, ce qui peut le relier au croque-mitaine de la mythologie classique. Seul Alastor Maugrey aurait connaissance de la véritable apparence d'un épouvantard, grâce à son œil magique.
Lorsqu'il rencontre plusieurs personnes, l'épouvantard est désavantagé car il ne sait pas quelle forme prendre pour faire peur à tout le monde en même temps. Certaines tentatives de réaliser l'exploit sont qualifiées de ridicules par le Professeur Remus Lupin. Pour le neutraliser, il suffit d'éclater de rire. Pour cela, il faut l'obliger à prendre une forme que l'on trouve désopilante en prononçant la formule « Riddikulus ». Pour que cela fonctionne, la personne doit penser très fort à la forme drôle qu'elle voudrait que l'épouvantard prenne. Une fois contré, ce dernier se concentre sur quelqu'un d'autre, et disparaît définitivement après un éclat de rire (du sorcier) en une multitude de petites volutes de fumées.
Liste des épouvantards de quelques personnages de Harry Potter :
- Harry Potter : Un Détraqueur
- Ron Weasley : Une araignée géante
- Neville Londubat : Le professeur Rogue
- Remus Lupin : La pleine lune
- Molly Weasley : Sa famille morte
- Albus Dumbledore : Sa sœur Ariana morte
- Hermione Granger : Le professeur McGonagall lui annonçant une mauvaise note.

Éruptif
- Classification : XXXX.
- Habitat d'origine : Afrique.
- Première apparition : Vie et habitat des animaux fantastiques (2001)

Un éruptif (erumpent en anglais) est une gigantesque créature africaine vaguement semblable à un rhinocéros. Sa peau cuirassée résiste à la plupart des sortilèges. L'éruptif possède également une imposante corne remplie d'un fluide très dangereux qui, lorsqu'il est injecté dans un matériau (vivant ou non), provoque l'explosion de ce dernier. Les éruptifs sont de nature relativement calme mais n'hésitent pas à attaquer s'ils se sentent menacés. Leur corne, leur queue ainsi que le liquide explosif contenu dans leur corne peuvent être utilisés dans le cadre de la préparation de potions.
Dans Harry Potter et les Reliques de la Mort, Xenophilius Lovegood possède une corne d'éruptif, bien qu'il affirme qu'elle provienne en réalité d'un Ronflak cornu. Lorsque les Mangemorts font irruption chez Lovegood pour arrêter Harry et ses amis, un sortilège atteint la corne en question, qui explose en détruisant une bonne partie de la maison de Xenophilius, confirmant qu'elle provenait bien d'un éruptif.
Dans le film Les Animaux fantastiques, le magizoologiste Norbert Dragonneau élève une femelle éruptif qui s'échappe dans New York et cherche à s'accoupler avec un hippopotame de Central Park. Elle est retrouvée à temps par son propriétaire et par Jacob Kowalski, qui parviennent à la faire rentrer dans la valise magique de Norbert.

### F
Focifère
Créature absente des romans Harry Potter.
- Classification : XXX.
- Habitat d'origine : Afrique.
- Première apparition : Vie et habitat des animaux fantastiques

Un focifère (fwooper en anglais) est un oiseau venant d'Afrique au plumage éclatant orange, rose, vert ou jaune. Ses plumes sont souvent utilisées par les amateurs d'écriture et de plumes fantaisie. Son chant, bien qu'agréable au départ, peut rendre fou celui qui l'écoute trop longtemps.
Il ne peut être confié qu'a un sorcier compétent capable de lui appliquer le sortilège de Mutisme tous les mois. Norbert Dragonneau en possède un dans sa valise magique.

### G
Géant
Créature reprise à la mythologie grecque et nordique.
- Classification : inconnue.
- Habitat d'origine : montagnes d'Europe du Nord.
- Première apparition : Harry Potter et l'Ordre du Phénix (Graup).

Il est plus grand que le Troll puisqu'il peut mesurer jusqu'à sept ou huit mètres de haut. Hagrid est d'ailleurs un demi-géant, de par son père sorcier et de sa mère géante.
Ils sont décrits comme extrêmement violents et se battent souvent entre eux,.
Gnome
Créature reprise au folklore européen.
- Classification : XX.
- Habitat d'origine : Europe du Nord et Amérique du Nord.
- Première apparition : Harry Potter et la Chambre des secrets.

Le gnome est caractérisé par une très petite taille (environ 30 centimètres). Il a une tête « d'une grosseur disproportionnée », chauve et verruqueuse, ressemblant à une pomme de terre. Ses pieds sont durs et osseux. Il est doté de parole.
Ils infestent les jardins et sont considérés comme des nuisibles. C'est pourquoi il faut souvent « dégnommer » les jardins des sorciers en jetant les gnomes au loin, après les avoir fait tournoyer, pour leur donner le vertige et les rendre ainsi incapables de retrouver le chemin de leur terriers,.
Gobelin
Créature reprise au folklore médiéval européen.
- Classification : inconnue.
- Habitat d'origine : non précisé.
- Première apparition : Harry Potter à l'école des sorciers.

Les gobelins sont des êtres de taille moyenne (un peu plus grands que les elfes de maison) particulièrement intelligents et fiers. Ils ont la peau cireuse, des doigts fins, de longs pieds et une tête bombée beaucoup plus grosse que celle d'un humain. Ils se nourrissent principalement de viande crue, de racines et de champignons. Ils possèdent des pouvoirs magiques mais ne sont pas autorisés à faire usage d'une baguette magique, les sorciers se réservant ce luxe. Les objets fabriqués par les gobelins (armes, armures, bijoux) sont reconnus comme étant d'une exceptionnelle qualité et dotés de propriétés uniques, absorbant par exemple certaines substances qui les renforcent. L'épée de Godric Gryffondor, qui est utilisée pour tuer le basilic dans la Chambre des secrets, en est l'exemple le plus notable : elle a absorbé les propriétés du venin du basilic et peut ensuite servir à détruire les horcruxes grâce à cette nouvelle substance dont elle est imprégnée.
Leur organisation sociale est manifestement différente de celle des sorciers et les notions de vente, d'achat et de prêt ne sont pas les mêmes que celles des sorciers (ils considèrent qu'un objet fabriqué par un gobelin et acheté doit être rendu au gobelin, ou à sa descendance une fois le décès de l'acheteur). Ils sont en général assez froids avec les sorciers mais travaillent avec eux, étant les responsables de la banque Gringotts. Les relations entre gobelins et sorciers ont souvent été tendues.
Goule
Créature reprise au folklore arabe et perse.
- Classification : XX.
- Habitat d'origine : non précisé.
- Première apparition : Harry Potter et la Chambre des secrets.

La goule ressemble à un ogre crasseux aux dents avancées. Malgré son physique repoussant, elle n'est pas spécialement dangereuse. Très bruyante, elle habite en général dans les granges et les greniers et se nourrit de papillons de nuit.
Cette étrange créature pelotonnée apparaît dans le tome 5 avec la goule meurtrière du 12, square Grimmaurd cachée dans des toilettes et reparaît dans le tome 7 avec la goule de la famille Weasley enfermée dans le grenier au-dessus de la chambre de Ron (déjà mentionnée dans le tome 2). Il l'utilise (en la déguisant avec un pyjama et des cheveux roux, aidé par Fred, George et M. Weasley) pour berner le ministère et pouvoir partir à la chasse aux horcruxes. Il l'installe pour cette raison dans sa chambre pour faire croire qu'il a l'éclabouille, une maladie extrêmement contagieuse.
Grapcorne
Créature absente des romans Harry Potter.
- Classification : XXXX.
- Habitat d'origine : régions montagneuses d'Europe.
- Première apparition : Vie et habitat des animaux fantastiques.

Le grapcorne a la taille d'un tigre à dents de sabre, des tentacules de chaque côté de la tête et possède deux longues cornes, qui peuvent entrer dans la composition de certaines potions. Il habite dans les montagnes d'Europe.
Dans le film Les Animaux fantastiques, Norbert Dragonneau héberge un grapcorne affectueux dans son local d'étude.

### H
Hibou et chouette
Créatures reprises.
- Classification : inconnue.
- Habitat d'origine : selon les espèces (non précisé).

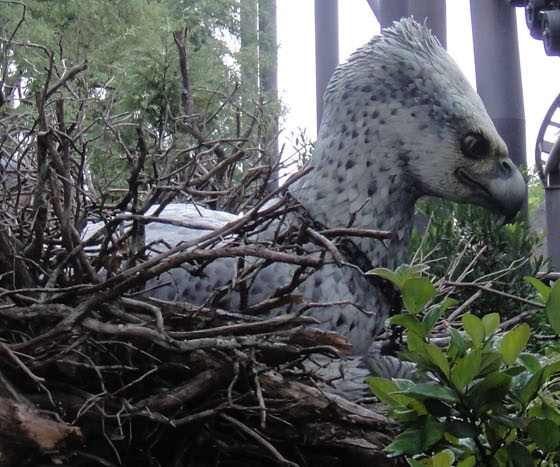
Buck.

- Première apparition : Harry Potter à l'école des sorciers.

Les hiboux et les chouettes permettent la transmission de messages. Ils arrivent à retrouver instinctivement le destinataire du courrier dès lors qu'ils connaissent son nom, quel que soit l'endroit où il se trouve. Ils ont une relation forte avec leur maître.
De nombreux hiboux et chouettes habitent dans la volière de Poudlard. Ils peuvent être empruntés par n'importe quel élève souhaitant envoyer du courrier.
Harry possède une chouette blanche au « plumage de neige » et aux yeux d'ambre, nommée Hedwige, qui fut tuée par un Mangemort au début du tome 7. Errol est le vieux hibou de la famille Weasley et Hermès est le hibou de Percy, le grand frère de Ron. À partir du tome 3, Ron possède lui aussi son propre hibou, Coquecigrue, offert par Sirius Black.
Hippogriffe
Créature reprise à la mythologie médiévale européenne et au bestiaire fabuleux des Perses.
- Classification : XXX.
- Habitat d'origine : Europe.
- Première apparition : Harry Potter et le Prisonnier d'Azkaban.

Un hippogriffe est une créature volante dont la tête, le torse, les ailes et les pattes avant sont celles d'un aigle et dont le corps (y compris les pattes postérieures et la queue) sont celles d'un cheval. Il a des yeux de couleur orange, mais sa robe peut avoir plusieurs nuances (comme noir d'encre, vert bronze, marron-rouge, gris-bleu et blanc rosé). L'envergure des ailes d'un hippogriffe adulte est d'environ quatre mètres.
Une personne souhaitant approcher un hippogriffe doit le fixer dans les yeux sans cligner des yeux et le saluer en s'inclinant ; si l'animal s'incline à son tour, la personne peut le toucher et même le chevaucher. Les possesseurs d'hippogriffes sont tenus de les garder sous sortilège de désillusion pour éviter que les moldus ne les aperçoivent.
Les hippogriffes sont réputés comme étant particulièrement susceptibles : Drago Malefoy l'apprend à ses dépens.
Les hippogriffes sont carnivores et extrêmement dangereux tant qu'ils ne sont pas dressés ; cette étape ne doit être prise en charge que par des sorciers ou sorcières qualifiés. Les hippogriffes peuvent se nourrir d'insectes, d'oiseaux et de petits animaux. Ils construisent leurs nids sur le sol et y pondent un seul œuf qui éclot en vingt-quatre heures.
Poudlard dispose d'au moins une douzaine d'hippogriffes pour les cours de soins aux créatures magiques.
Un hippogriffe, appelé Buck, a été matérialisé en images de synthèse pour le film Harry Potter et le Prisonnier d'Azkaban et y apparaît à plusieurs reprises.

### I
Inferi
- Classification : inconnue.
- Habitat d'origine : inconnu.
- Première apparition : Harry Potter et le Prince de sang-mêlé.

Un inferius (« inferi » au pluriel, inferius venant du latin) est un cadavre manipulé par un mage noir et qui obéit à celui qui l'a réanimé. Il n'a ni esprit, ni âme. Il peut être comparé au zombie de la littérature et du cinéma fantastiques. Dans le sixième livre, ce sont des inferi qui attaquent Harry dans la grotte où est caché l'horcruxe.

### J
Joncheruine
- Classification : inconnue.
- Habitat d'origine : non précisé.
- Première apparition : Harry Potter et le Prince de sang-mêlé.

Le joncheruine (en anglais : wrackspurt) est une créature minuscule que l'on ne voit qu'avec des lunettes psychédéliques. Le joncheruine, selon Luna Lovegood, entre par les oreilles d'un humain et lui embrouille le cerveau.

### K
Kappa
Créature reprise au folklore japonais.
- Classification : XXXX.
- Habitat d'origine : Japon
- Première apparition : Vie et habitat des animaux fantastiques.

Le Kappa est un démon des eaux aux mains palmées, originaire du Japon, qui ressemble à un singe couvert d'écailles. Sa tête est creusée, lui permettant de transporter l'eau qui lui est essentielle ; cette eau transportée le rend plus fort. Il vit dans des espaces aquatiques de faible profondeur et se nourrit de sang humain. Il peut pour cela étrangler les humains qui s’aventurent dans son espace.
Le Kappa est étudié en cours de défense contre les forces du Mal avec le professeur Lupin en troisième année. Il est également mentionné par le professeur Rogue, qui précise que cette créature se trouve plus généralement en Mongolie.
Dans le film Les Animaux fantastiques : Les Crimes de Grindelwald, un Kappa fait partie des créatures présentes au cirque Arcanus. Croyance Bellebosse, qui y est employé, est chargé de nettoyer sa cage.
 Kelpy
Créature reprise au folklore écossais et irlandais, absente des romans Harry Potter.
- Classification : XXXX.

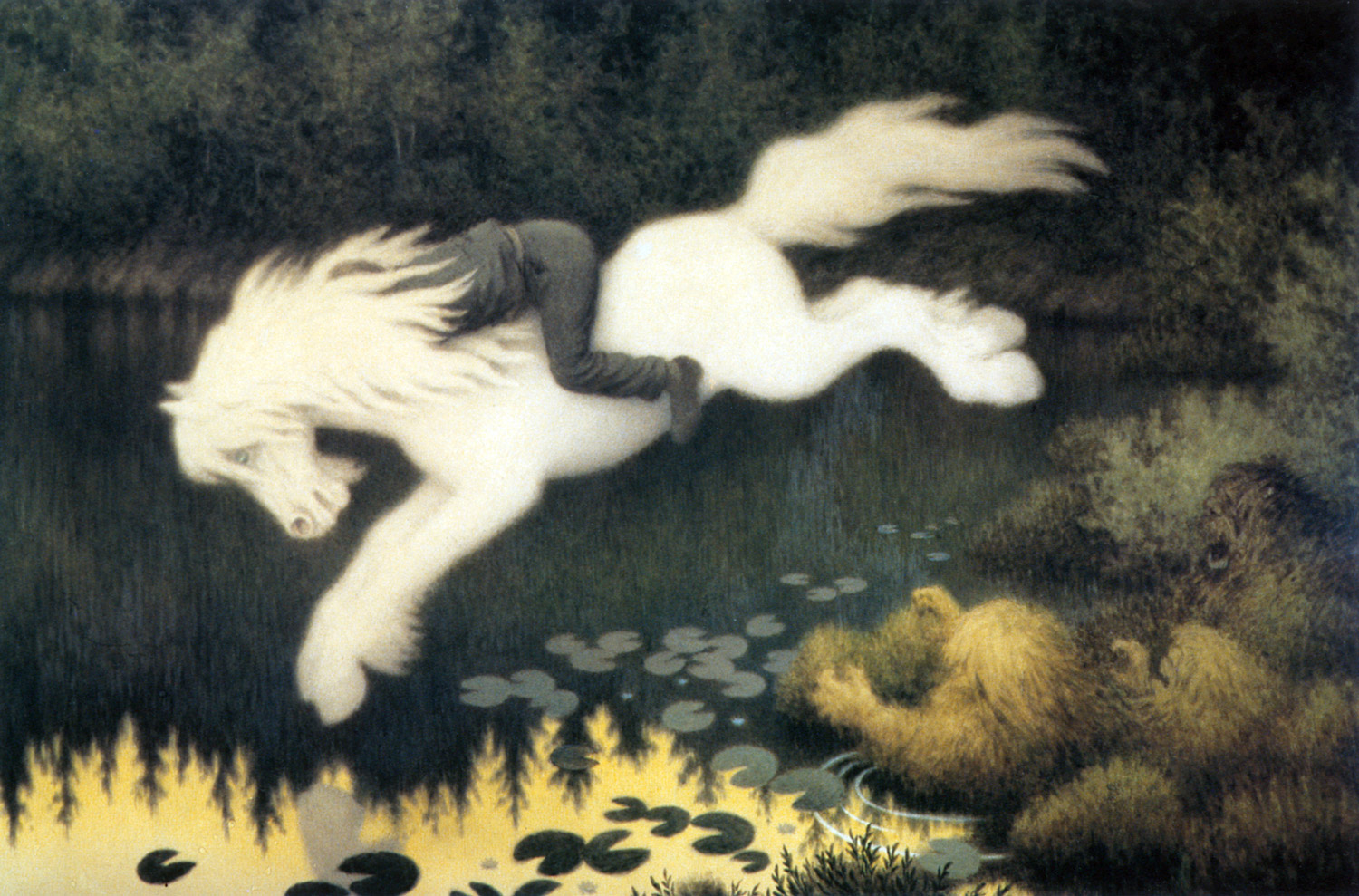
Un cheval d'eau dessiné par Theodor Kittelsen.

- Habitat d'origine : Grande Bretagne et Irlande.
- Première apparition : Vie et habitat des animaux fantastiques.

Le Kelpy (ou Kelpie) est un démon des eaux métamorphe. Il apparaît le plus souvent sous la forme d'un cheval possédant une crinière constituée de joncs. Le Kelpy peut inviter, dans un premier temps, un humain à monter sur son dos, puis plonger et entraîner le cavalier au fond de l'eau pour le dévorer.
Un sorcier peut contrôler un Kelpy en lui plaçant une bride sur la tête à l'aide d'un sortilège de Mise en place, afin de le rendre docile.
Le Kelpie du Loch Ness serait à la fois le plus grand et le plus célèbre, comme le précise le personnage de Norbert Dragonneau dans l'introduction de son livre Les Animaux fantastiques.

### L
Licorne
Créature reprise des bestiaires médiévaux.
- Classification : XXXX.
- Habitat d'origine : forêts d'Europe du Nord.

Tapisserie médiévale à la licorne.

- Première apparition : Harry Potter à l'école des sorciers.

Les licornes sont des créatures aux puissants pouvoirs magiques. Le sang de licorne est un élixir permettant de survivre en cas d'extrême faiblesse ; cependant tuer une licorne pour boire son sang est un acte lourd de conséquences puisque cela condamne le tueur à une demi-vie. Les crins et les cornes de licorne possèdent de puissantes propriétés magiques et sont utilisés dans les potions,. Les crins peuvent également être utilisés pour constituer le cœur d'une baguette magique : la première baguette de Ron en contient un. Un crin de licorne vaut très cher sur le marché, c'est pourquoi Horace Slughorn est fasciné de découvrir que Hagrid en possède plusieurs mais qu'il se contente de les utiliser comme bandages pour les animaux blessés.
Dans Harry Potter à l’école des sorciers, Harry, Hermione, Neville Londubat et Drago Malefoy, accompagnés de Hagrid, partent à la recherche d'une licorne agonisante dans la forêt interdite. Les licornes sont également étudiées en cours de soins aux créatures magiques dans Harry Potter et la Coupe de feu, d'abord avec le professeur Gobe-Planche, puis avec Hagrid.
Loup-garou
Créature reprise au folklore européen.
- Classification : XXXXX.
- Habitat d'origine : Europe du Nord.
- Première apparition : Harry Potter et le Prisonnier d'Azkaban.

Les loups-garous (ou lycanthropes) sont des êtres humains qui, dès lors qu'ils ont été mordus par un loup-garou au cours de leur vie, se transforment à chaque pleine lune en loup agressif et sanguinaire envers les êtres humains,. Les loups-garous les plus cités dans Harry Potter sont Fenrir Greyback et Remus Lupin,.
Contrairement aux Animagi, les lycanthropes ne peuvent pas contrôler leur transformation ; cette dernière s'effectue à chaque pleine lune, que le sorcier le veuille ou non. À partir du moment où il est transformé, le loup-garou ne peut plus se gérer ; il pourrait mordre voire tuer ses amis les plus proches sans discernement. Une morsure peut être mortelle, mais la plupart du temps, elle condamne la victime à devenir un loup-garou à son tour.
Vers le milieu du XXe siècle, les recherches ont permis de mettre au point une potion appelée Potion Tue-loup qui n'empêche pas la transformation mais permet au loup-garou de se contrôler durant celle-ci, comme le fait Remus Lupin. Il se transforme alors en un simple loup terrorisé qui se cache pendant toute la durée de la transformation.
Longtemps méconnus, les loups-garous vivaient en meute. Lors d'une commission visant à déterminer si Fenrir Greyback en était un ou pas à la suite d'une attaque ayant conduit à la mort d'enfants moldus, Lyall Lupin décrivit les loups-garous comme des créatures « dépourvues d’âme, diaboliques, ne méritant que la mort ». Par vengeance, Greyback attaqua le fils de Lyall, Remus, qui n'avait pas encore 5 ans.
Lutin de Cornouailles
- Classification : XXX.
- Habitat d'origine : Angleterre (comté de Cornouailles).
- Première apparition : Harry Potter et la Chambre des secrets.

Les lutins de Cornouailles (Pixies en version originale) sont des créatures diablotins originaires de Cornouailles d'une couleur bleu électrique. Ils peuvent mesurer jusqu'à vingt centimètres et adorent faire des farces. Bien que n'ayant pas d'ailes (dans le film ils ont des ailes transparentes), ils peuvent voler. Ces créatures vivipares poussent des jacassements aigus que seuls leurs semblables peuvent comprendre.
Ces lutins sont étudiés en deuxième année en classe de défense contre les forces du Mal avec Gilderoy Lockhart.

### M

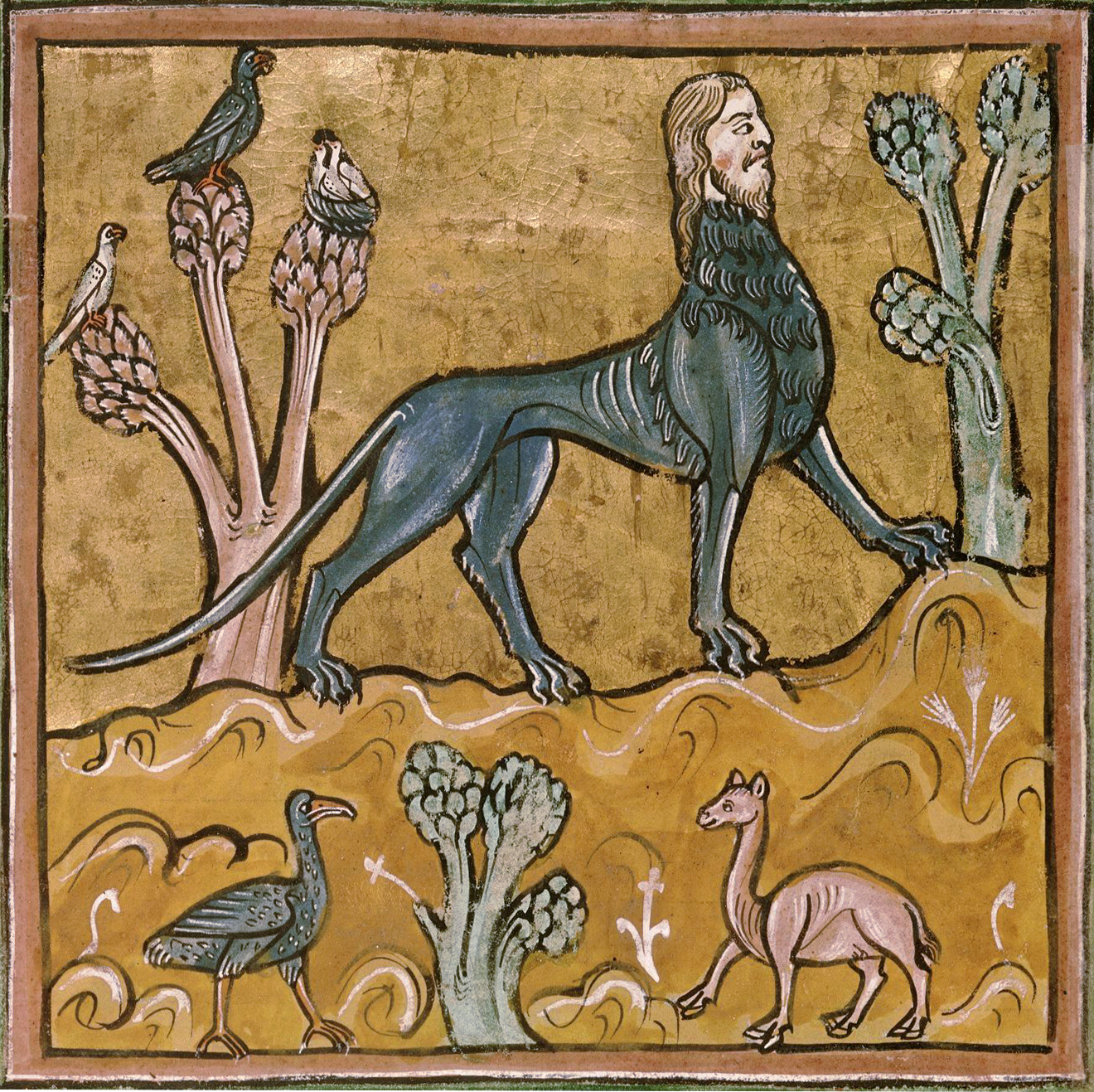
Une manticore dans le bestiaire de Rochester.

Manticore
Créature reprise aux bestiaires médiévaux et folklore perse.
- Classification : XXXXX.
- Habitat d'origine : Grèce.
- Première apparition : Harry Potter et le Prisonnier d'Azkaban (mention).

La manticore possède une tête humaine, un corps de lion et une queue de scorpion. Elle a la sinistre réputation de chantonner doucement en dévorant ses proies et sa piqûre provoque une mort instantanée. Sa peau a le pouvoir de repousser presque tous les sortilèges.
Dans la version originale de Harry Potter et le Prisonnier d'Azkaban, Hermione Granger fait référence à une agression par une manticore en 1926, lors de la préparation de la défense de l'hippogriffe Buck (passage supprimé des éditions françaises), et le scroutt à pétard créé par Hagrid semble être un croisement entre une manticore et un crabe de Feu.

### N
Niffleur
- Classification : XXX.
- Habitat d'origine : Grande-Bretagne.
- Première apparition : Vie et habitat des animaux fantastiques (2001).

Le niffleur est un animal affectueux, à fourrure noire et au museau allongé. Il est décrit comme étant un croisement entre une taupe et un ornithorynque à bec de canard. Les niffleurs sont très attirés par tout ce qui brille et sont donc très utiles pour dénicher des trésors, les gobelins en utilisent souvent pour cette raison. Ils vivent dans des terriers à cinq ou six mètres sous terre et ont des portées de six à huit petits.
Dans Harry Potter, les niffleurs sont étudiés en quatrième année, en cours de soins aux créatures magiques avec Hagrid. En cinquième année, Fred et George Weasley laissent deux niffleurs à Lee Jordan en partant de l'école. Ce dernier les fait léviter jusqu'à la fenêtre du bureau de Dolores Ombrage, où ils causent de joyeux dégâts avant de l'attaquer lorsqu'elle entre dans la pièce afin de lui dérober les bagues qu'elle porte aux doigts.
Dans la série de films Les Animaux fantastiques, Norbert Dragonneau possède un niffleur qui s'échappe de sa valise peu après son arrivée à New York et s'infiltre dans une banque où il vole une quantité phénoménale d'argent avant que son propriétaire ne le rattrape et lui fasse rendre son butin. Il fera la même chose un jour plus tard dans une bijouterie. L'année suivante, ce même niffleur récupère la fiole contenant le pacte de sang par lequel Grindelwald et Dumbledore sont liés.
Noueux
- Classification : XXX.
- Habitat d'origine : Europe du Nord et Amérique.
- Première apparition : Vie et habitat des animaux fantastiques (2001).

Le noueux (ou knarl) est un animal magique ressemblant au hérisson. La seule différence est que contrairement au hérisson, le noueux n'accepte pas la nourriture qu'on lui offre. Au contraire, il prendra ça pour une tentative d'empoisonnement.
Dans Harry Potter et l'Ordre du Phénix, Mondingus Fletcher tente de vendre pour six mornilles un sac de piquants de noueux aux jumeaux Weasley. Durant l'épreuve de BUSE de soins aux créatures magiques, les élèves doivent repérer un noueux parmi des hérissons avec du lait.
Nundu
Créature absente des romans Harry Potter.
- Classification : XXXXX.
- Habitat d'origine : Afrique orientale.
- Première apparition : Vie et habitat des animaux fantastiques.

Considéré par la communauté magique comme étant la créature la plus dangereuse au monde, le nundu ressemble vaguement au léopard ou au lion dont la crinière se déploie lorsqu'il rugit. Il parvient à s'approcher silencieusement de ses victimes, qu'elles soient humaines ou animales, et son souffle propage des maladies mortelles. Les efforts combinés d'une centaine de sorciers expérimentés sont nécessaires pour venir à bout d'un nundu.
Dans le film Les Animaux fantastiques, Norbert Dragonneau possède un nundu dans sa valise, qui vit dans une jungle artificielle.
Le nom « Nundu » est très proche de « Nunda » (autre nom du Mngwa), qui est un félin légendaire de Tanzanie, mais J. K. Rowling n'a pas confirmé qu'elle s'était inspirée de cette créature.

### O
Occamy
Créature absente des romans Harry Potter.
- Classification : XXXX.
- Habitat d'origine : Extrême-Orient et Inde.
- Première apparition : Vie et habitat des animaux fantastiques.

L'occamy est une sorte d'oiseau au corps serpentin, pouvant atteindre quatre mètres cinquante de longueur. Il est pourvu de plumes et se déplace sur deux pattes. Il se nourrit de rats, d'oiseaux ou de petits singes.
Les coquilles d'œufs d'occamy, en argent pur, ont beaucoup de valeur et sont très recherchées.
Dans le film Les Animaux fantastiques, Norbert Dragonneau et Jacob Kowalski prennent soin d'un bébé occamy. À la fin de l'épisode, pour aider Jacob à ouvrir sa boulangerie, Norbert lui offre une valise remplie de coquilles d’œuf d'occamy. Dans le film, le corps de la créature est bleu et comporte des ailes. Elle est décrite comme étant choranaptyxique, sa taille variant en fonction de l'espace dont elle dispose.
Oiseau-tonnerre
Créature absente des romans Harry Potter.
- Classification : inconnue.
- Habitat d'origine : Arizona.
- Première apparition : Les Animaux fantastiques (film, 2016).

Dans le film Les Animaux fantastiques, l'oiseau-tonnerre (en anglais Thunderbird), est un oiseau américain proche de l'albatros et du phénix, avec des ailes aux motifs évoquant le soleil et les nuages. Il est capable de ressentir l'approche d'un danger et de créer des tempêtes en agitant ses ailes. Tout comme le phénix, ses plumes peuvent être utilisées dans la fabrication de baguettes magiques.
Le magizoologiste Norbert Dragonneau sauve un oiseau-tonnerre de trafiquants égyptiens. Il le nomme Frank et se promet de le ramener en Arizona, l'habitat naturel des oiseaux-tonnerre.

### P

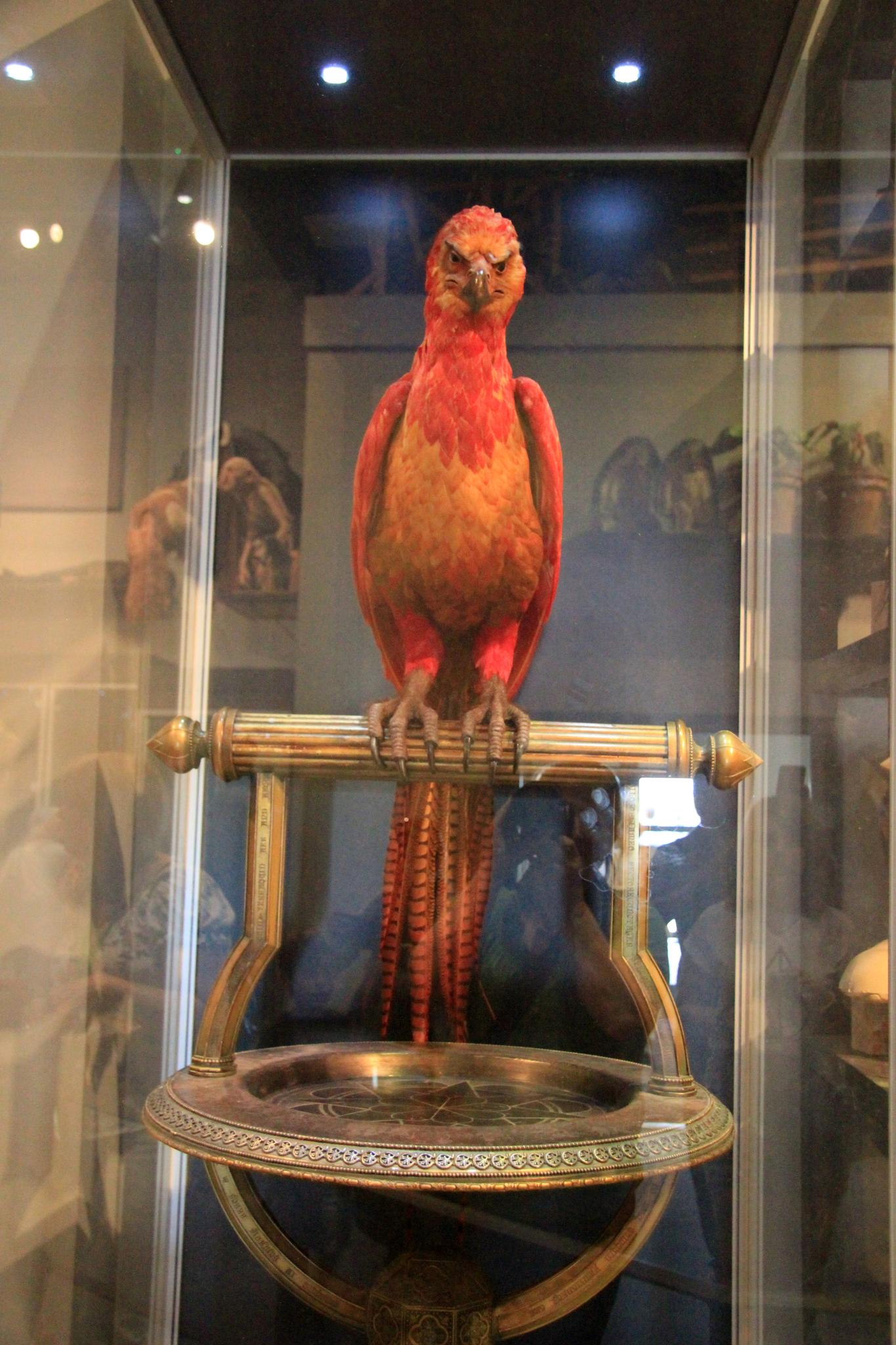
Fumseck de l'exposition The Making of Harry Potter.

Phénix
Créature reprise à la mythologie grecque et persane.
- Classification : XXXX.
- Habitat d'origine : sommets montagneux d'Égypte, d'Inde et de Chine.
- Première apparition : Harry Potter et la Chambre des secrets.

Il s'agit d'un grand oiseau rouge vif (de la taille d'un cygne). Sa queue, son bec et ses serres sont dorés. Il se nourrit uniquement d'herbes.
Il s'agit d'un oiseau capable de disparaître et réapparaître quand et où il le souhaite, en produisant une gerbe de flammes,. Très puissant, il peut transporter des charges très lourdes (comme plusieurs personnes accrochées à ses pattes). Ses larmes ont de grands pouvoirs de guérison.
Harry, Ron, Ginny et le professeur Lockhart sortent de la Chambre des secrets portés par Fumseck, le phénix de Dumbledore, à la fin du deuxième tome. Dans la version originale, Fumseck est appelé Fawkes (en référence à la conspiration des Poudres et à Guy Fawkes).
Dans le tome cinq, on apprend que le phénix est capable d'envoyer des plumes pour faire parvenir un message comme le fait Fumseck pour prévenir Dumbledore de l'arrivée imminente de Dolores Ombrage.
Il est également immortel. En effet, lorsque le phénix est vieux, il s'enflamme par auto-combustion et renaît de ses cendres sous forme de poussin.
Le phénix est la créature mythologique préférée de J. K. Rowling.
Pitiponk
- Classification : inconnue.
- Habitat d'origine : non précisé.
- Première apparition : Harry Potter et le Prisonnier d'Azkaban.

Le pitiponk (en anglais hinkypunk) est un animal magique qui vit dans les marécages. Il n'a qu'un seul pied et il profite de son apparence (petit, frêle, un corps constitué de filets de fumée, qui pourrait faire croire qu'il est inoffensif) pour attirer les voyageurs avec sa lanterne et les perdre dans les marécages.
Dans Harry Potter et le Prisonnier d'Azkaban, le pitiponk est étudié en cours de défense contre les forces du Mal avec le professeur Lupin, ainsi qu'en examen de fin d'année.

### Q

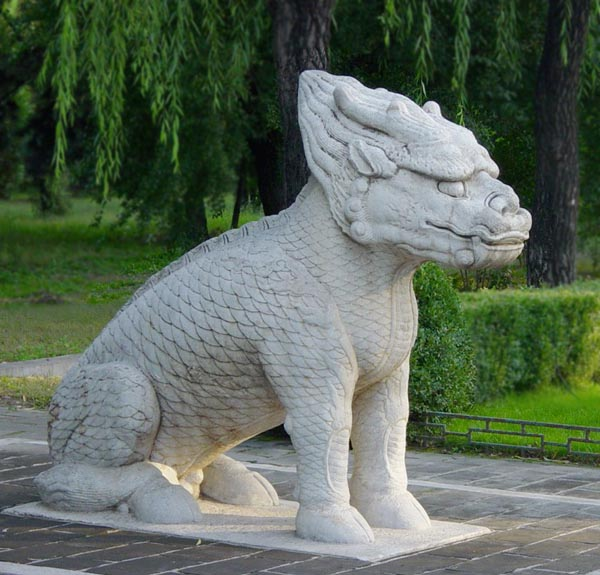
Une représentation du qilin de style Ming.

Qilin
Créature reprise à la mythologie chinoise, absente des romans Harry Potter.
- Classification : inconnue
- Habitat d'origine : Chine
- Première apparition : Les Animaux fantastiques : Les Secrets de Dumbledore

Selon la mythologie chinoise, le qilin tient généralement du cerf et du cheval, possède un pelage et/ou des écailles, ainsi qu'une ou deux cornes semblables à celles du cerf. Il réside dans les endroits paisibles ou au voisinage d’un sage et présage d'un bon gouvernement.
Dans Les Animaux fantastiques : Les Secrets de Dumbledore, Norbert Dragonneau assiste, en Chine, à la naissance de jumeaux qilin. Selon la tradition des sorciers, le qilin s'incline devant la personne dont le cœur est le plus pur, et la Marche du qilin est une cérémonie traditionnelle au cours de laquelle la créature décide du prochain chef de la Confédération magique internationale en s'inclinant devant le candidat le plus digne de confiance. Gellert Grindelwald cherche donc à se procurer l'une de ces créatures pour l'ensorceler et ainsi assurer son élection.
Quintaped
Créature absente des romans Harry Potter (ou n'y est pas nommée ou identifiée clairement).
- Classification : XXXXX.
- Habitat d'origine : pointe nord de l'Écosse, île fictive de Drear-la-Lugubre
- Première apparition : Vie et habitat des animaux fantastiques.

Selon une légende décrite dans le livre Vie et habitat des animaux fantastiques, l'île de Drear était autrefois habitée par deux familles de sorciers, le Clan McClivert et le Clan MacBoon. Un duel d'ivrognes entre Dugald McClivert et Quintius MacBoon se termina par la mort de Dugald. En représailles, des membres du clan de McClivert auraient cerné une nuit la maison des MacBoon et métamorphosé chaque membre de la famille en une monstrueuse créature à cinq pattes. Mais les métamorphosés seraient devenus bien plus dangereux sous cette forme, résistant de surcroît à toute tentative pour leur faire retrouver leur apparence normale. Les monstres à cinq pattes auraient été jusqu'à tuer tous les McClivert, si bien qu'il ne resta plus aucun humain sur l'île. En raison de la présence des Quintapeds, l'île de Drear-la-Lugubre n'est située sur aucune carte.
Les Quintapeds sont des créatures carnivores. Leur corps est bas, leur pelage est roux et chacune de leurs cinq pattes se termine par un pied bot. Elles ne parlent pas et déjouent toutes les tentatives du Département de contrôle et de régulation des créatures magiques pour les capturer et leur faire subir une métamorphose inversée.
Bien que non précisé, il est possible que les restes de la créature à cinq pattes, enfermée dans une cage située dans la Salle sur Demande dans Harry Potter et le Prince de sang-mêlé, soient ceux d'un Quintaped.

### S
Scroutt à pétard
- Classification : inconnue.
- Habitat d'origine : non précisé.
- Première apparition : Harry Potter et la Coupe de feu.

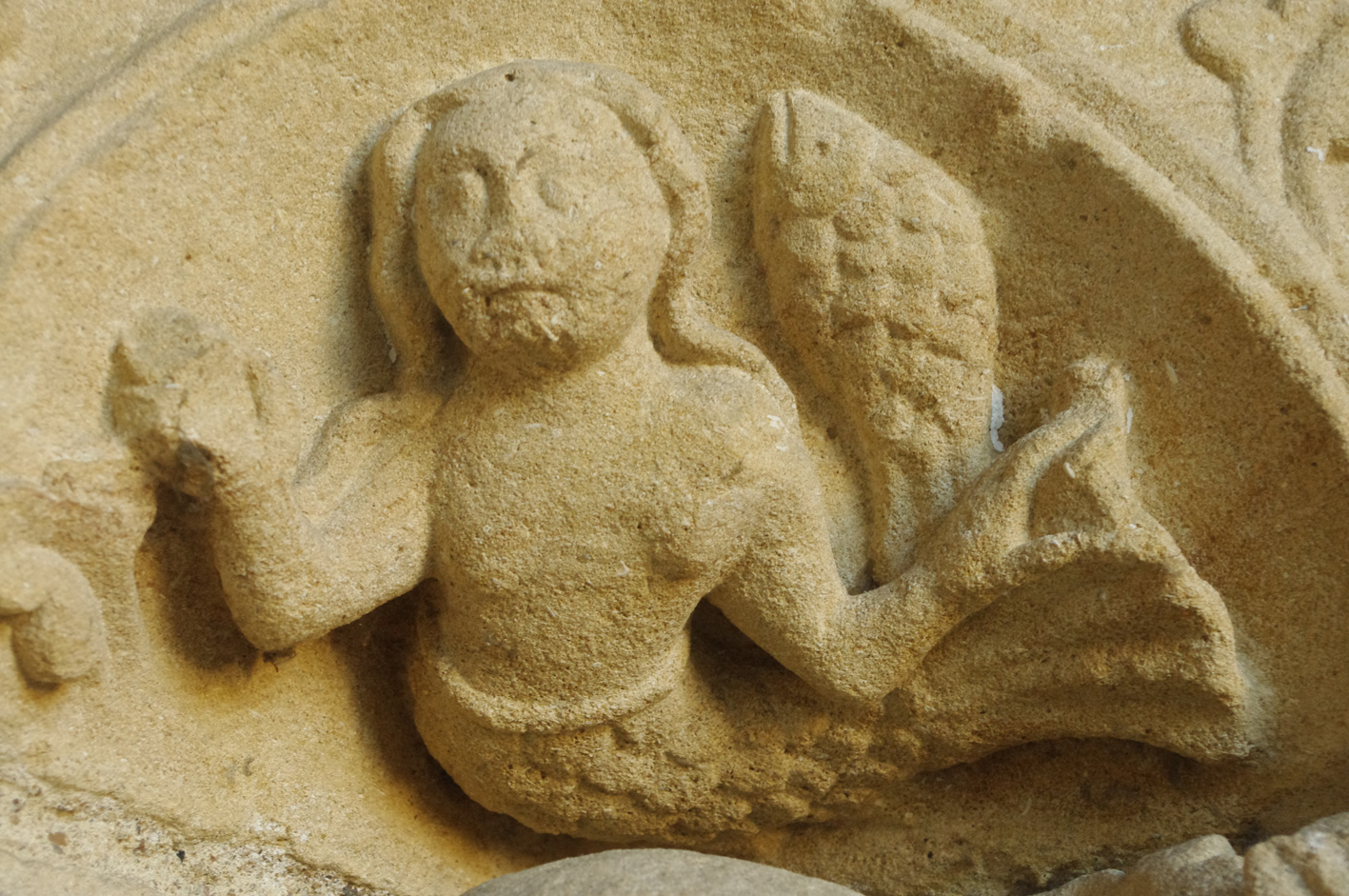
Sirène médiévale sculptée (collégiale du XIIIe siècle à Candes-Saint-Martin).

Le Scroutt à pétard (en anglais Blast-Ended Skrewt) est une créature magique créée par Rubeus Hagrid, par le croisement d'une manticore et d'un crabe de feu. Il ressemble à un homard mais il n'a pas de tête et un grand nombre de petites pattes situées à des endroits inhabituels. Mesurant une quinzaine de centimètres à la naissance et pouvant atteindre près de deux mètres de long une fois adulte, il dégage une forte odeur de poisson pourri, et fait jaillir des étincelles de ses extrémités. Il peut exploser à tout moment et plus il est grand plus l'explosion est violente. Les mâles possèdent des dards tandis que les femelles possèdent une ventouse sur le ventre afin de pouvoir sucer le sang de leurs proies. Agressifs, il arrive aux Scroutts de s'entretuer.
Ils font l'objet de plusieurs cours de soins aux créatures magiques à Poudlard, ; un spécimen est introduit dans le labyrinthe de la troisième tâche du Tournoi des Trois Sorciers (Harry Potter et la Coupe de feu).
Serpencendre
Créature absente des romans Harry Potter.
- Classification : XXX.
- Habitat d'origine : monde entier.
- Première apparition : Vie et habitat des animaux fantastiques.

Les serpencendres (en anglais : ashwinders) apparaissent quand on fait brûler un feu magique trop longtemps sans surveillance. Ils ne vivent qu'une heure pendant laquelle ils se cachent dans des recoins de la maison pour y pondre leurs œufs et, si ceux-ci réussissent à grandir sans être repérés et chassés, ils enflamment la maison. Le seul moyen de s'en débarrasser est de les congeler à l'aide de la magie. Ils sont inspirés des salamandres des légendes occidentales[réf. nécessaire].
Dans le film Les Animaux Fantastiques, Norbert Dragonneau offre au gobelin Gnarlak un œuf de serpencendre congelé en échange d'informations sur la localisation de sa demiguise, Dougal.

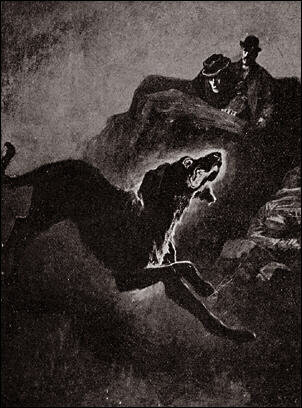
Illustration par Sidney Paget du Chien des Baskerville dont l'histoire est inspirée de la légende des chiens fantômes du Dartmoor.

Sinistros
Créature reprise à la légende anglaise et scandinave.
- Classification : inconnue.
- Habitat d'origine : non précisé.
- Première apparition : Harry Potter et le Prisonnier d'Azkaban.

Dans la croyance sorcière, le Sinistros (en anglais : Grim) est un grand chien noir dont l'apparition est de mauvais augure : ceux qui le voient sont appelés à mourir prochainement. Mais la réalité de cette menace ne fait pas l'unanimité : alors que le professeur Trelawney l'aperçoit très souvent et s'en effraie, le professeur McGonagall se moque de sa superstition et affirme que si c'était vrai, un élève serait mort tous les ans à Poudlard.
Lorsque Harry Potter se sent régulièrement observé par un grand chien noir dans Harry Potter et le Prisonnier d'Azkaban,, il s'agit en réalité de son parrain Sirius Black sous sa forme animagus.
Chez les Anglais, le spectre du chien noir est l'apparition du Diable, aux yeux rouges ou jaunes, plus grand que les autres chiens. Le church grim (en), un esprit gardien, reste quant à lui généralement caché dans les cimetières. Chez les scandinaves, il peut être sous la forme d'un autre animal,.
Sirène et triton
Créatures reprises au folklore nord-européen et à la mythologie.
- Classification : XXXX.
- Habitat d'origine : divers, notamment Grèce
- Première apparition : Harry Potter et la Coupe de feu.

Des sirènes et tritons, ou « êtres de l'eau » (en anglais : merpeople), aussi appelés selkies en Écosse et merrows en Irlande, vivent au centre du lac de Poudlard. Dans Harry Potter et la Coupe de feu, Harry est amené à plonger dans le lac pour la seconde épreuve du Tournoi des Trois Sorciers, et, guidé par leur chant, en rencontre quelques-uns vivant dans un village englouti. Les êtres de l'eau semblent avoir développé leur propre culture et structure sociale :

« Harry […] vit bientôt un grand rocher se dessiner dans l'eau boueuse. Des dessins de sirènes et de tritons y étaient gravés. Ils étaient armés de lances et poursuivaient ce qui paraissait être le calmar géant. […] Des bâtisses rudimentaires de pierre brute, aux murs parsemés d'algues, apparurent soudain de tous côtés dans la pénombre. […] Certain[e]s étaient entouré[e]s de jardins de plantes aquatiques […]. . »

La description de ces êtres qui peuplent le lac de Poudlard s'éloigne des représentations antiques de la sirène et de la représentation picturale « à la grecque » présente dans la salle de bain des préfets : les sirènes du lac ont la peau grise, des cheveux verts sombres et hirsutes, les yeux jaunes, les dents jaunes et cassées et une queue de poisson argentée. Les individus mâles, les tritons, portent une barbe verte. Le langage des êtres de l'eau est appelé le Mermish.
Les sirènes, merrows et selkies sont regroupés depuis 1811 sous la qualification d'êtres de l'eau, bien que, à l'instar des centaures, ils disent préférer le statut d'« animaux » à celui d'« êtres ».
Sombral

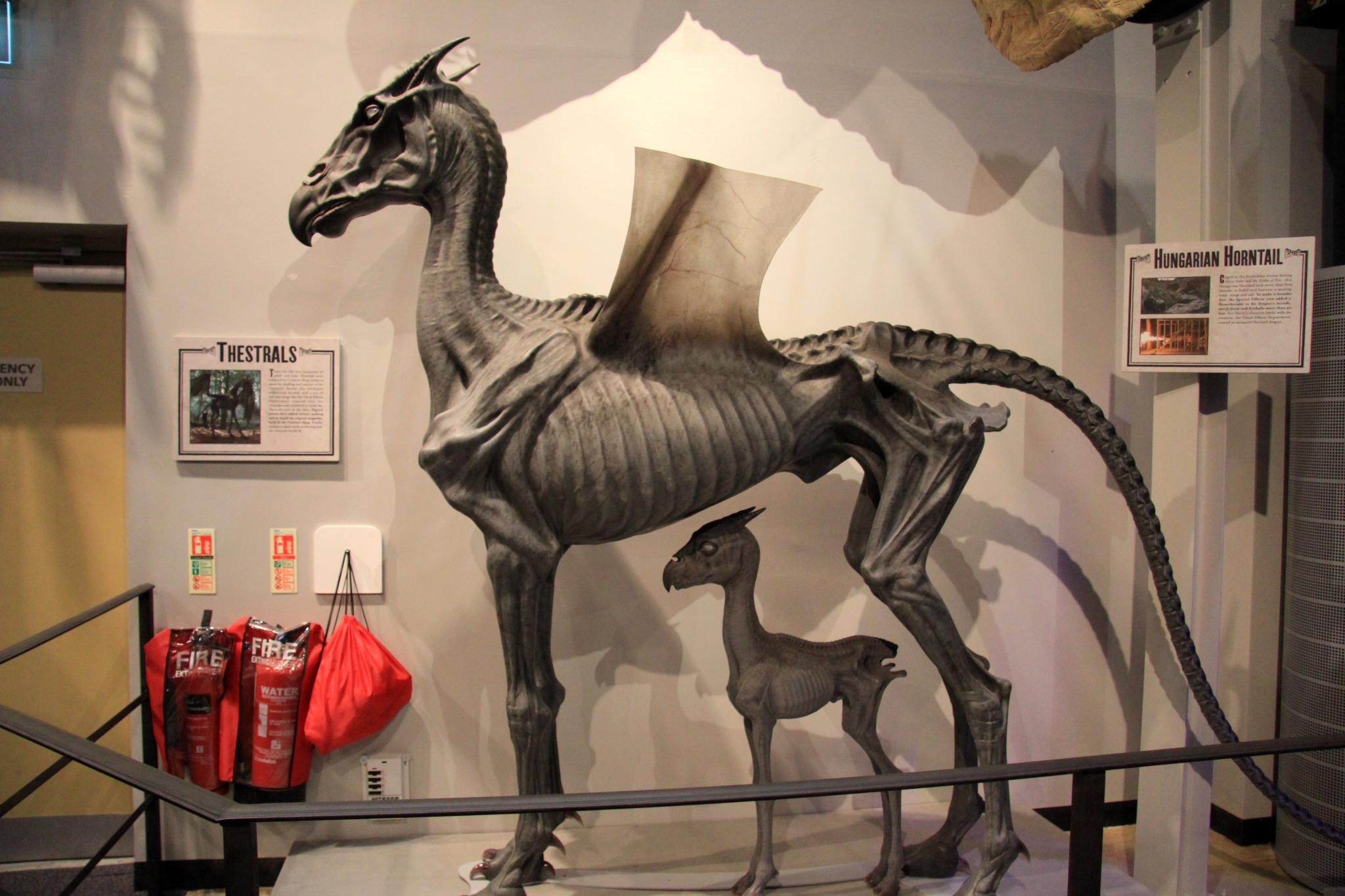
Sombrals exposés aux studios Harry Potter.

- Classification : XX (voire XXXX pour une catégorie de chevaux ailés).
- Habitat d'origine : monde entier.
- Première apparition : Vie et habitat des animaux fantastiques (2001).

Les sombrals (en anglais : Thestrals)  ressemblent à une version démoniaque du cheval pégase : ils sont décharnés, squelettiques et de couleur noire. La tête d'un sombral ressemble à un mélange de tête de dragon et de cheval et comporte des yeux blancs sans pupille qui brillent dans le noir et qui ont un regard fixe et vide. Ils possèdent une paire d'ailes membraneuses noires, à la surface lisse comme celles des chauve-souris, à la hauteur du garrot. Ils sont réputés pour porter malheur car seuls ceux qui ont vu mourir quelqu'un peuvent les voir. Les sombrals sont des créatures très intelligentes qui possèdent un sens de l'orientation très développé, ce qui fait d'eux les montures idéales pour se déplacer dans les airs.
Il en existe un troupeau dans la Forêt Interdite de Poudlard. Élevés par Hagrid, ils font l'objet d'un cours de soins aux créatures magiques. Ce sont eux qui tirent les calèches qui emmènent les élèves au château le jour de la rentrée scolaire. Ils ont cependant la réputation de porter malheur et le Ministère de la Magie les considère comme dangereux.
À la fin du cinquième tome, Harry et les membres de l'Armée de Dumbledore voyagent à dos de sombral jusqu'au ministère de la Magie à Londres pour venir au secours de Sirius Black (bien que n'étant visibles que par ceux qui ont vu quelqu'un mourir, ils peuvent être montés par n'importe qui). Des sombrals sont également utilisés, en plus des balais et de la moto volante, au début de Harry Potter et les Reliques de la Mort durant l'opération d'évacuation de Harry de la maison de son oncle, afin de déplacer les faux Harry Potter et leurrer les Mangemorts. La baguette de sureau, l'une de trois Reliques de la Mort, a un cœur composé d'un poil de queue de Sombral.
Dans le film Les Animaux fantastiques : Les Crimes de Grindelwald, des sombrals attelés à une voiture sont utilisés pour transférer Gellert Grindelwald, prisonnier au MACUSA, vers l'Europe.
Selon Blandine Le Callet, le mot anglais Thestral, inventé par J. K. Rowling, peut avoir été formé à partir de « Thespie », qui est le nom d'une ville grecque très proche du mont Hélicon où vit Pégase, et du mot anglais spectral (« spectre »).
Il existe d'autres espèces de chevaux ailés : l'Ethonan brun, le Gronian gris et l'Abraxan palomino.
En 2014, une espèce de punaise originaire du Chili a été nommée Thestral incognitus (en) en référence à la créature inventée par J. K. Rowling, afin d'évoquer son apparence squelettique et la difficulté pour les scientifiques d'en trouver un spécimen.
Sphinx
Créature reprise à la mythologie grecque.
- Classification : XXXX.
- Habitat d'origine : Égypte.
- Première apparition : Harry Potter et la Coupe de feu.

Le sphinx tel qu'il est décrit dans les livres Harry Potter emprunte à la fois à la mythologie égyptienne, pour son apparence physique (un lion à tête humaine) et à la mythologie grecque pour son comportement (gout pour les énigmes). Cette créature est douée de parole, capable de tenir une conversation et adore poser des énigmes et devinettes en tous genres.
Les sphinx furent utilisés pendant des siècles comme gardiens de trésors par les sorciers. Certaines sources semblent même indiquer que cette espèce aurait été créée par les sorciers (probablement égyptiens) dans ce but.
Dans Harry Potter et la Coupe de feu, Harry croise une sphinx femelle dans le labyrinthe de l'épreuve finale. Elle lui pose une énigme, qu'il réussit à résoudre, lui permettant de poursuivre son chemin vers la coupe.
Strangulot
- Classification : XX.
- Habitat d'origine : Lacs de Grande-Bretagne et d'Irlande.
- Première apparition : Harry Potter et le Prisonnier d'Azkaban.

Le strangulot (en anglais Grindylow) est une créature aquatique de couleur vert pâle, avec des cornes. Il vit dans les lacs de Grande-Bretagne et d'Irlande.
De nature agressive, ils utilisent leurs doigts fins et longs pour étreindre leur proie. Certains d'entre eux vivent dans le lac de Poudlard, domestiqués par les êtres de l'eau,. Ils sont étudiés en cours de défense contre les forces du Mal en troisième année,, et les champions du Tournoi des trois sorciers leur font face lors de la deuxième tâche de la compétition.

### T
Troll
Créature reprise à la mythologie nordique.
- Classification : XXXX.
- Habitat d'origine : Scandinavie.
- Première apparition : Harry Potter à l'école des sorciers.

Dans l'univers de Harry Potter, les trolls sont de grandes créatures à l'apparence humanoïde pouvant atteindre une taille de trois mètres cinquante et peser plus d'une tonne. Le troll est généralement très stupide, il possède un caractère violent et imprévisible. Les trolls communiquent entre eux via un langage rudimentaire constitué de grognements. Il existe plusieurs variétés de trolls : les trolls des forêts, les trolls des montagnes (les plus grands) ou les trolls des rivières.
Cette créature est présente à plusieurs reprises au cours de la saga, notamment dans le premier tome, où un troll des montagnes se retrouve dans Poudlard le soir d'Halloween. Il est combattu victorieusement par Harry, Ron et Hermione (cet épisode marquera par ailleurs les débuts de l'amitié entre les trois personnages).

### V
Veaudelune
Créature absente des romans Harry Potter.
- Classification : XX.
- Habitat d'origine : monde entier.
- Première apparition : Vie et habitat des animaux fantastiques.

Le Veaudelune (en anglais : Mooncalf) est une créature d'une très grande timidité qui n'émerge de son terrier qu'à la pleine lune. C'est un animal avec un long cou, des yeux globuleux, un petit corps et des pieds plats. Debout sur ses pattes arrière, le Veaudelune se livre au clair de lune à des danses compliquées dans des lieux isolés, qui semblent être des préludes à l'accouplement. Ces danses laissent parfois dans les champs de blé des motifs géométriques qui rendent les Moldus perplexes. Lorsqu'on recueille ses crottes argentées avant le lever du soleil et qu'on les répand sur des herbes magiques et des massifs de fleurs, ces plantes poussent à une vitesse extraordinaire en devenant exceptionnellement robustes.
Dans le film Les Animaux fantastiques, Norbert Dragonneau héberge dans sa valise magique un troupeau de Veaudelunes.
Vélane
Créature reprise à la mythologie slave.
- Classification : inconnue.
- Habitat d'origine : vraisemblablement Bulgarie (mascottes de l'équipe nationale bulgare de quidditch).
- Première apparition : Harry Potter et la Coupe de feu.

Une vélane (en anglais veela, une façon d'écrire la vila dans la mythologie slave) est un être ressemblant à une femme d'une grande beauté (elles sont décrites comme ayant des cheveux blonds argentés, des yeux bleus et une peau qui a la couleur du clair de lune) et d'un charme incomparable. Lorsqu'elles chantent, elles envoûtent presque tous les hommes qui les écoutent. Elles sont les mascottes de l'équipe bulgare de quidditch lors de la Coupe du Monde.
Mais si les vélanes sont énervées, elles perdent alors toute leur beauté : leurs corps entier se transforme en celui d'un oiseau, et elles projettent des boules de feu.
Les cheveux de vélane ont apparemment des propriétés magiques, puisqu'ils peuvent être utilisés en tant qu'élément magique d'une baguette de sorcier, au même titre qu'un crin de licorne ou une plume de phénix. Toutefois, d'après Ollivander, les cheveux de vélane donnent un mauvais caractère aux baguettes.
On sait également que les vélanes sont interfécondes avec les êtres humains puisque la grand-mère maternelle de Fleur Delacour en est une. Les vélanes transmettent à leur descendance leur charme magique (Fleur Delacour, bien que n'étant pas entièrement vélane, est capable de s'en servir dans une tentative de se faire inviter au bal par Cedric Diggory).
Les vélanes de l'univers de Harry Potter sont inspirées du folklore de l'Europe de l'Est, ainsi que des sirènes de la mythologie grecque.
Veracrasse
- Classification : X.
- Habitat d'origine : non précisé.
- Première apparition : Harry Potter et le Prisonnier d'Azkaban.

Un veracrasse (en anglais flobberworm) est un ver épais de couleur marron, pouvant atteindre vingt-cinq centimètres, qui ne possède pas de dents et qui est donc végétarien (il aime particulièrement la laitue).
Il sécrète une substance parfois utilisée pour lier les potions. Hagrid, déstabilisé par l'incident avec les hippogriffes, choisit le veracrasse comme sujet d'étude pour son cours de soins aux créatures magiques de troisième année, pendant tout un semestre, ce qui rend son cours très ennuyeux.

### Z
Zouwu
Créature absente des romans Harry Potter, apparaissant dans le film Les Crimes de Grindelwald.
- Classification : inconnue.
- Habitat d'origine : Chine.
- Première apparition : Les Animaux fantastiques : Les Crimes de Grindelwald.

Un zouwu est une gigantesque créature chinoise en forme de chat avec une longue queue plumée. Extrêmement rapide, il peut parcourir plusieurs milliers de kilomètres en une journée. Dans Les Crimes de Grindelwald, un zouwu s'échappe du cirque Arcanus et commet de nombreux dégâts dans Paris, avant d'être apprivoisé par Norbert Dragonneau,.